# تشكل المجموعة الشمسية وتطورها

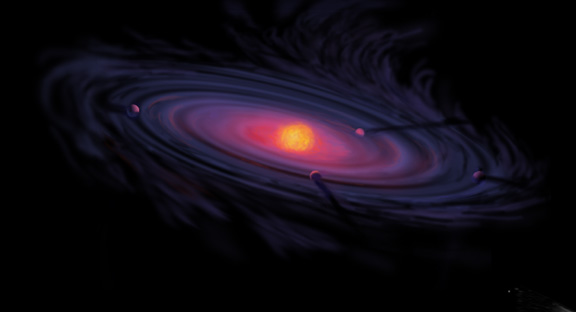
تصور للقرص الكوكبي الأولي.

وفق نموذج فرضية السديم، الذي طُوّر لأول مرة خلال القرن الثامن عشر على يد إمانول سفيدنبوري و‌إيمانويل كانت و‌بيير لابلاس، فقد بدأت عمليات تكوّن المَجْمُوعَة الشَّمِسيَّة وتَطوّرها منذ 4.5 مليار عام تقريبًا عند حدوث حالة من الانهيار التثاقلي لجزء صغير من سحابة جزيئيّة عملاقة. ومن هُنا تجمعت غالبية الكتلة المنهارة عند المركز لتُشكِّل الشمس، وامتدت الكتلة الباقية حولها لتُشكِّل قرصًا كوكبيًّا أوليًّا تشكلت منه بعد ذلك الكواكب و‌الأقمار و‌الكويكبات و النيازك والأجرام الأخرى الصغيرة الموجودة بالمجموعة الشمسيّة.
وقد اشتركت العديد من المجالات العلميّة المختلفة في تطوير هذا النموذج بعد ذلك، بما فيها علوم الفلك و‌الفيزياء و‌الجيولوجيا و‌علم الكواكب، ومَرَّ هذا النّموذج بالعديد من الانتقادات وشهد تطويرات من أجل مواكبة الجديد من الاكتشافات والملاحظات الفلكية مُنذ بداية عصر الفضاء في خمسينات القرن الماضي، وعند بداية اكتشاف الكواكب خارج المجموعة الشمسيّة في التسعينات.
تطورتِ المجموعة الشمسيّة بصورة كبيرة مُنذ تَشكلها في البدايّة، حيث تشكل العديد من الأقمار من أقراص الغاز والغبار التي كانت تُحيط بالكواكب، بينما يَظّن العلماء أنَّ هُناك أقمارًا أخرى تشكّلت بصورة مُستقلة قبل أنْ تُؤسَر (تُلتقَط) بفعل جاذبيّة الكواكب الّتي ستتبعها، ويَعتقدُ العُلماء أيضًا أنّ بعض الأقمار، مثل قمر كوكب الأرض، تشكّل بفعل اصطدامات عملاقة. تَحدث الاصطدامات بين الأجرام الفلكيّة بصورة مستمرة حتى يومنا هذا، وتُعدّ هذه الاصطدامات من العوامل الأساسيّة الّتي ساهمت في تَطوّر المجموعة الشمسيّة. قد تكون تغيرت مواقع بعض الكواكب بسبب التجاذبات الثقاليّة، ويُعتقد أنَّ هذه الظاهرة المعروفة بهجرة الكواكب مسؤولة عن أغلب التطورات المُبكرة التي حدثت في المجموعة الشمسيّة.
يُعتقد أنَّ الشّمس ستبرد تدريجيًّا خلال 5 مليارات سنة من الآن، وستتمدد إلى أنْ يزيد قطرها بما يعادل أضعاف قطرها الحالي، أي إنّها ستتحول إلى نجم عملاق أحمر. سيحدث هذا قبل أن تُطلق الشمس طبقاتها الخارجية لتشكل سديمًا كوكبيًّا وستُخلف بعدها مخلفاتٍ نجميّةً تُعرف بالقزم الأبيض، وفي المُستقبل البعيد ستقلل جاذبيّة النُّجوم العابرة من عدد الكواكب التابعة للشمس، سَتُدمّر بعض هذه الكواكب، وسيُقذف البعض الآخر إلى الفضاء بين النجمي. وفي النّهاية وبعد عشرات المليارات من السنين، ستبقى الشمس في مكانها وحيدة، لا يدور حولها أيّ من أجرام المجموعة الشمسيّة الحاليّة.

## التاريخ

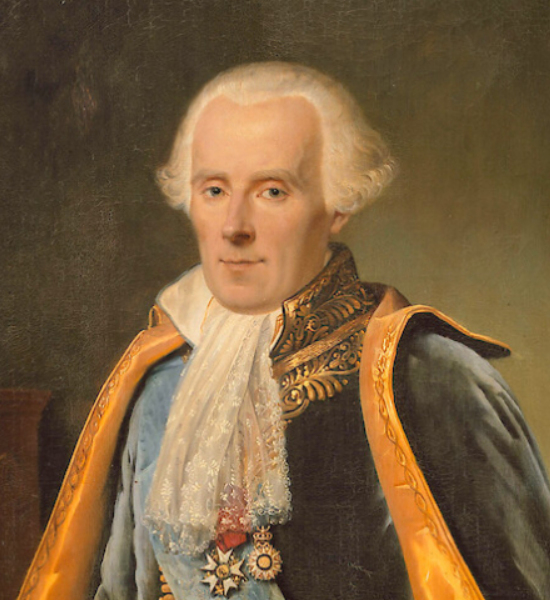
بيير سيمون لابلاس، أحد مؤسسي فرضية السديم.

يَرجع تاريخ النظريّات الخاصة بنشأة الكون ومصيره لعددٍ من أقدم المُؤلفات المعروفة، ومع ذلك لم يكنْ هُناك أيّ محاولة طوال هذه الفترة للربط بين تلك النّظريات ومفهوم وجود المجموعة الشمسيّة بالمعنى الذي نفهمه الآن. كانت أول خطوة لوضع نظريّة تُفسر تشكّل المجموعة الشمسيّة وتطورها متمثلةً في قَبول العلماء بوجهٍ عام لنموذج مركزيّة الشّمس الذي افترض أنّ الشّمسَ موجودةٌ في مركز المجموعة وأنّ الأرض تدور حولها. تَطَوَّرَ هذا المفهوم على مدار آلاف السنين، إذ اقترحه عالم الفلك أرسطرخس الساموسي منذ عام 250 قبل الميلاد، لكنه لم يلقَ قَبولًا في أوساط العلماء حتى نهاية القرن السابع عشر. ويرجع تاريخ أوّل استخدام مُوثّق لِمصطلح «الْمَجْمُوعَة الشَّمْسِيَّة» أو «النّظام الشّمسي» إلى عام 1704.
تُعدُّ فرضيّة السّديم في الوقت الحالي النظريّة الأساسيّة الّتي تُفَسّرُ تَشكُّل المجموعة الشمسيّة. لاقت هذه النّظرية العديد من حالات القبول والانتقاد منذ أن وضعها كل من إمانول سفيدنبوري و‌إيمانويل كانت و‌بيير سيمون لابلاس خلال القرن الثامن عشر، وكانت أهم الانتقادات المُوجّهة لها تَتمثّل في عجزها الواضح عن تفسير الانعدام النسبيّ في الزخم الزاويّ للشّمس مقارنةً بالكواكب، ومع ذلك بَيَّنتْ الدراساتُ الخاصة التي تناولت النّجوم الصغيرة -والتي أُجريت منذ ثمانينات القرن الماضي- أنَّ هذه النّجوم مُحاطة بأقراصٍ باردة من الغاز والغبار، تمامًا مثلما تتنبأ فرضيّة السّديم، وهو ما أعاد الفرضيّة إلى حالة القَبول مرةً أُخرى.
تحتم على العلماء الوصول إلى فهم لمصدر طاقة الشّمس من أجل تفسير آليّة تطورها المُستمر، فقد أدرك عالم الفلك آرثر إدينغتون -بعد تثبّته من نتائج نظريّة النسبيّة لألبرت أينشتاين- أنّ طاقة الشّمس تَنبع من تفاعلات الاندماج النوويّ الّتي تحدث في باطِنها، إذ يَندمج الهيدروجين مُكوّنًا الهيليوم، وتَطَوَر الأمر مع إدينغتون إذ اقترح عام 1935 إمكانية تَشَكُّل بقية العناصر أيضًا داخل النّجوم، وأضاف فريد هويل إلى هذه الفرضيّة باقتراحه أنَ النّجوم المُتطوّرة -المُسماة العمالقة الحمر- أوجدت في باطنها العديد مِنَ العناصر الأثقل مِن الهيدروجين والهيليوم، ويُمكن أن تُساهم هذه العناصر في تشكيل الأنّظِمة النَّجميّة الأخرى عِندما يُطلق العملاقُ الأحمرُ طبقاته الخارجيّة إلى الفَضَاء.

## التكوين

### سديم الشمس الأولي
تَنصُّ الفرضيّة السديميّة على أنّ المجموعة الشمسيّة تكونت بفعل انهيار الجاذبيّة (الانهيار التثاقلي) لجزءٍ من سحابة جزيئيّة عملاقة، كان قطر السحابة حوالي 20 فرسخًا فلكيّا (65 سنة ضوئية)، بينما كانت الشظايا بعرض فرسخ فلكي واحد تقريبًا (3.25 سنوات ضوئية). أدى الانهيار الإضافي للشظايا إلى تكوين نُوىً كثيفةٍ بحجم 0.01-0.1 فرسخ (2000 - 20.000 وحدة فلكية)، وشكّل أحد هذه الأجزاء المنهارة (المعروف باسم «سديم الشمس الأولي») ما أصبح «المجموعة الشمسيّة». كان تكوين هذه المنطقة التي لها كتلة تزيد قليلًا عن كتلة الشمس (ك☉) هو تكوين الشمس نفسه تقريبًا اليوم، حيث كان حوالي 98% من كتلتها يشكله الهيدروجين جنبًا إلى جنب مع الهيليوم، وكميات ضئيلة من الليثيوم الناتجة عن الانفجار العظيم النووي، أمًّا نسبة 2% المتبقية من الكتلة فتتكون من عناصر أثقل وُجدت بفعل التخليق النووي لأجيال سابقة من النجوم، والتي صارت تَقذف في نهاية دورة حياتها عناصر أثقل في الوسط بين النجمي.

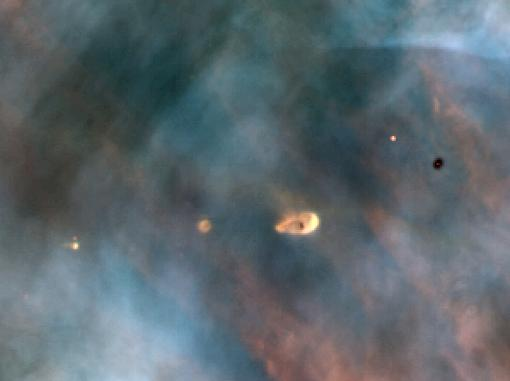
صورة هابل لأقراص الكواكب الأولية في سديم الجبار، وهو «حضانة نجمية» تمتد على مدى سنوات ضوئية ومن المحتمل أن تكون مشابهة جدًا للسديم الأولي الذي تشكلت منه الشمس.

يُعتقد أنَّ أقدم الشوائب التي وجدت في النيازك هي أثرٌ لأول مادة صلبة تشكلت في سديم الشمس الأولي، ويبلغ عمرها 4568.2 مليون سنة، ويُعد هذا من بين المؤشرات المحددة لعمر المجموعة الشمسيّة. تكشف الدراسات التي أجريت على النيازك القديمة عن آثار نوىً مُستقرةٍ من النظائر قصيرة العمر، مثل الحديد -60، والتي لا تتشكل إلا في النجوم المتفجرة قصيرة العمر فقط، ويشير هذا إلى حدوث مستعر أعظم واحدٍ أو أكثر في مكان قريب. ربما تكون موجة صادمة من المستعر الأعظم حفزت تكوين الشمس عن طريق إنشاء مناطق كثيفة نسبيًّا داخل السحابة مما تسبب في انهيار هذه المناطق، نظرًا لأنّ النّجوم الضخمة قصيرة العمر هي فقط التي تُنتج المستعرات العظمى، فلا بُدَّ أن تكون الشمس قد تكونت في منطقة تكوّن نجوم نشأت فيها نجومٌ ضخمة على نحوٍ مُماثل لـسديم الجبار. تشير الدراسات التي أجريت على بنية حزام كايبر والمواد الشاذة الموجودة فيه إلى أن الشمس تشكلت داخل مجموعة تتألف من 1000 إلى 10,000 نجم بقطر يتراوح بين 6.5 و19.5 سنة ضوئية ومجموع كتلةٍ قدرها 3,000 M☉. بدأت هذه المجموعة في التفكك خلال فترة تتراوح بين 135 مليون و535 مليون سنة بعد تكوّنها. وعندما أجرى العلماء عدة عمليات مُحاكاةٍ لشمسنا الفتيّة في تفاعلها مع النّجوم القريبة على مدار مائة المليون سنةٍ الأولى من حياتها، نتجت  مدارات شاذة لُوحظت في المجموعة الشّمسيّة الخارجيّة، مثل الأجرام المنفصلة.
بسبب الحفاظ على الزخم الزاوي كان السديم يدور بشكل أسرع أثناء انهياره. عندما تكثفت المادة الموجودة داخل السديم بدأت الذرات بداخله في الاصطدام بتكرارٍ متزايدٍ مُحوّلةً طاقتها الحركيّة إلى حرارة، وأصبح المركز -حيث تتجمع معظم الكتلة- أكثر سخونةً من القرص المحيط. وعلى مدار حوالي 100.000 عام، تسببت القوى المتنافسة لكلٍّ من الجاذبيّة وضغط الغاز والمجالات المغناطيسيّة و[عزم] الدوران في تسطيح السديم المُتقلّص إلى قرص كوكبي أولي دوّار يبلغ قطره حوالي 200 وحدة فلكية، ومن ثمّ تشكّل نجم أوليّ ساخن كثيف (نجم لم يبدأ فيه اندماج الهيدروجين بعد) في المركز.

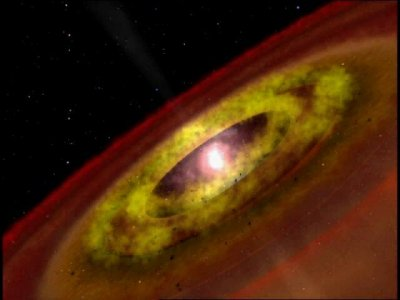
رسم لنجم تي ثور مع قرص ازديادي حول نجمي.

يُعتقد في هذه المرحلة من تطورالشمس أنها  كانت نجمًا من نوع نجوم تي الثور، وتُظهر الدراسات التي أجريت على نجوم تي الثور أنها غالبًا ما تكون مصحوبةً بأقراص من مادةٍ كوكبيّةٍ أوليّةٍ كتلتها 0.001–0.1 M☉، وتمتد هذه الأقراص إلى عدة مئاتٍ من الوحدات الفلكيّة -رصد مقراب (تلسكوب) هابل الفضائي أقراصًا كوكبيّة أوليّة تصل إلى 1000 وحدة فلكيّة في مناطق تكوّن النُّجوم مثل سديم الجبار- وهي باردة نوعًا ما، حيث تصل درجة حرارة سطحها إلى حوالي 1000 درجة كلفن في أعلى درجات حرارتها. في غضون 50 مليون سنةٍ أضحت درجة الحرارة والضغط في نواة الشمس كبيرين جدًا لدرجة أن الهيدروجين فيها بدأ بالاندماج مُكوّنًا مصدرًا داخليًّا للطاقة يقاوم التقلص الثقالي (تقلص الحجم بسبب قوة الجاذبية للمادة) حتى يتحقق التوازن الهيدروستاتيكي، وكان هذا بمثابة دخول الشمس إلى المرحلة الأوليّة من حياتها، والمعروفة باسم النسق الأساسي. تستمد النجوم ذات الترتيب الرئيس طاقتها من اندماج الهيدروجين الذي يُكوّن الهيليوم في نواتها، ولا تزال الشّمس اليّوم نجمًا أساسيًّا من النجوم ذات النسق الأساسي. مع استمرار تطور المجموعة الشمسية قديمًا انجرفت بعيدًا عن نظيراتها في الحاضنة النجمية، واستمرت في الدوران حول مركز درب التبانة وحدها.

### تكوين الكواكب

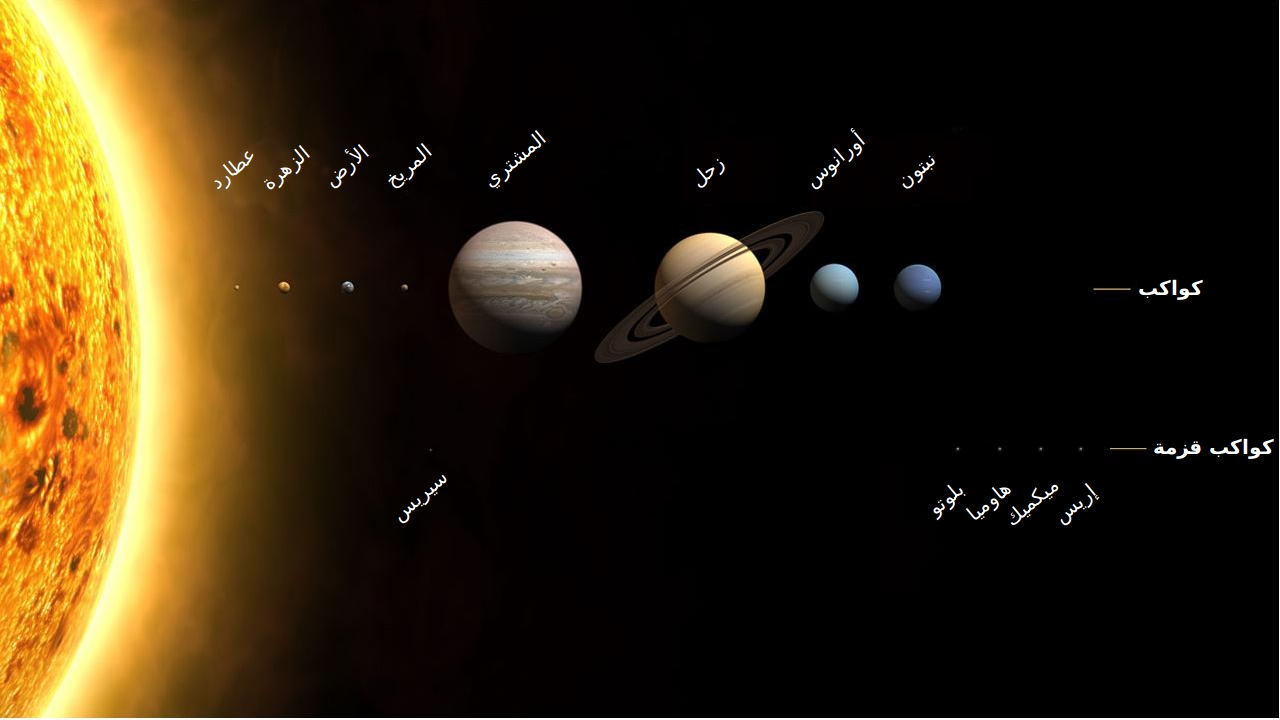
رسم للنظام الشمسي (لا يَعتمد على المقاييس الحقيقية للكواكب والشمس).

يُعتقد أن الكواكب المختلفة قد تشكلت من السديم الشمسي، وهو سحابة على شكل قرص من الغاز والغبار المتبقي من تكوين الشمس. حيث بدأت الكواكب كحبيبات غبارٍ في مدار حول النجم الأولي المركزي، ومن خلال الاحتكاك المباشر والتنظيم الذاتي تشكلت هذه الحبيبات في كتلٍ يصل قطرها إلى 200 م (660 قدمًا)، والتي اصطدمت ببعضها بعضاً لتشكل أجرامًا أكبر «‌الكويكبات» بحجم ~10 كم (6.2 ميل)، وزاد حجم هذه الكويكبات تدريجيًّا بفعل المزيد من الاصطدامات، ونمت بمعدل سنتيمتراتٍ في السنة على مدار ملايين السنين القادمة.
كانت المجموعة الشمسية الداخلية -وهي المنطقة داخل المجموعة الشمسيّة في نطاق 4 وحدات فلكيّة- دافئًة للغاية بشكلٍ يحول دون تكاثف الجُزيئات المُتطايرة -كالماء والميثان- لذلك لا يمكن أن تتشكل الكُويكبات التي تشكلت هُناك إلا من مركباتٍ ذات نقاط انصهار عالية مثل المعادن ك«‌الحديد والنيكل والألمنيوم» «والسيليكات الصخرية». أصبحت هذه الأجرام الصخرية هي الكواكب الأرضية؛ (عطارد والزهرة والأرض والمريخ). هذه المركبات نادرة جدًا في الكون، حيث تشكل 0.6% فقط من كتلة السديم، لذلك لا يمكن للكواكب الأرضية أن تنمو بشكل كبير جدًا. نمت الأجنّة الأرضية إلى حوالي 0.05 كتلة أرضية(M🜨)، وتوقف تراكم المواد فيها بعد حوالي 100.000 سنة من تكوين الشمس؛ وبفعل التصادمات والاندماجات اللاحقة بين هذه الأجرام الكبيرة في مثل حجم الكواكب، نمت الكواكب الأرضية إلى أحجامها الحاليّة.
عندما كانت الكواكب الأرضية تتشكل بقيت مغمورة في قرص من الغاز والغبار، وكان الغاز مدعومًا جزئيًّا بالضغط وبالتالي لم يدُرْ حول الشمس بالسرعة نفسها التي كانت تدور بها الكواكب، ونتج عن ذلك عمليات سحب ولا سيّما تفاعلات جاذبيّة (ثقالية) مع  المواد المحيطة، الأمر الذي أدى بدوره إلى انتقال الزخم الزاوي، ونتيجةً لذلك هاجرت الكواكب تدريجيًّا إلى مدارات جديدة، وتُظهر النماذج أن التغيرات في الكثافة ودرجة الحرارة في القرص قد تحكمت بمعدل الهجرة هذا، ولكن الاتجاه الشبكي للكواكب الداخلية كان محبِّذًا للهجرة إلى الداخل مع تشتيت أجزاء القرص، وإبقاء الكواكب في مداراتها الحاليّة.

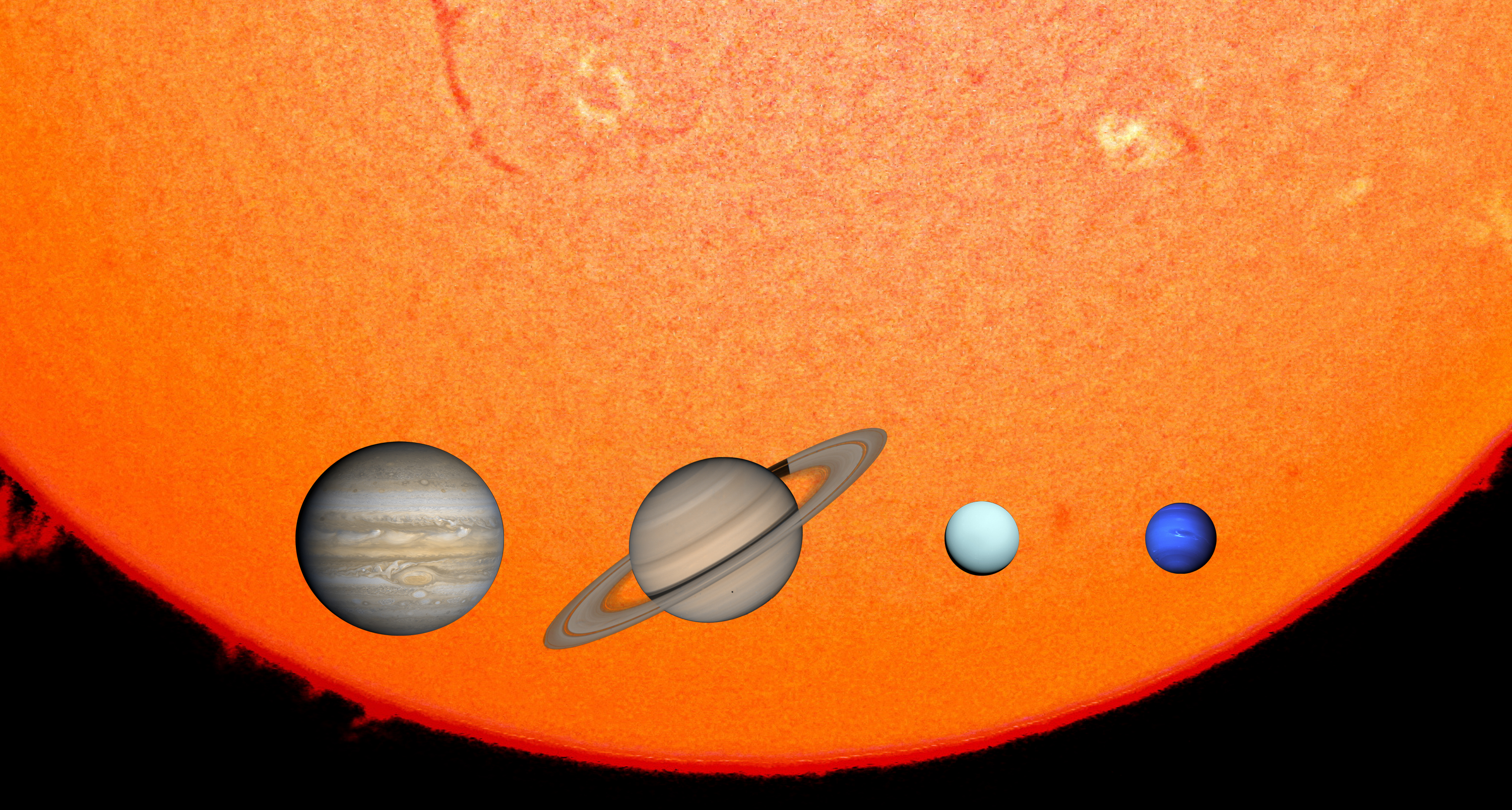
الكواكب العملاقة الأربعة في المجموعة الشمسيّة مُقارنةً بالشمس.

تشكلت الكواكب العملاقة (كوكب المشتري و‌زحل و‌أورانوس و‌نبتون) أبعد من خط الصقيع، وهي نقطة بين مداري المريخ والمشتري حيث تكون المادة باردة بدرجة كافية لتبقى المركبات الجليدية المتطايرة صلبة. كان الجليد الذي شكل كواكب جوفيان (الكواكب العملاقة) أكثر وفرة من المعادن والسيليكات التي شكلت الكواكب الأرضية، مما سمح للكواكب العملاقة بالنمو بشكل كبير بما يكفي لالتقاط الهيدروجين والهيليوم، التي هي أخف العناصر وأكثرها وفرة. وتنامت الكويكبات وراء خط الصقيع لتبلغ ما يصل 4 M🜨 في غضون حوالي 3 ملايين سنة، أما اليوم فتُشكل الكواكب الأربعة العملاقة أقل بقليل من 99% من الكتلة التي تدور حول الشمس، ويعتقد المنظرون أنه ليس من قبيل المصادفة أن كوكب المشتري يقع خلف خط الصقيع، فنظرًا لأنّ خط الصقيع تسبب في تراكم كميات كبيرة من الماء عن طريق التبخر من المواد الجليدية المتساقطة، فقد أنشاَ منطقة ذات ضغط منخفض أدت إلى زيادة سرعة دوران جزيئات الغبار وأوقفت حركتها نحو الشمس. في الواقع كان خط الصقيع بمثابة حاجز تسبب في تراكم المواد بسرعة على بعد ~ 5 وحدات فلكية من الشمس، واندمجت هذه المادة الزائدة في جنين كوكبي كبير (أو النواة) بشكل مُتناسق يبلغ 10 M🜨، الذي بدأ في تجميع غلافٍ عبر تنامي الغازات من القرص المحيط بمعدل متزايد باستمرار. وبمجرد أن أصبحت كتلة الغلاف مساوية للكتلة الأساسية الصلبة استمر النمو بسرعة كبيرة ووصل إلى حوالي 150 كتلة أرضية ~ 105 بعد ذلك بسنواتٍ وصل في النهاية إلى 318 M🜨. وربما كانتِ الكُتلة المُنخفضة إلى حدٍّ كبيرٍ لكوكب زحل ترجع إلى أنّه تشكل بعد كوكب المشتري ببضعة ملايين من السنين عندما كانت هناك كمية أقل من الغاز المُتاح للاستهلاك.
لدى نجوم تي الثور -مثل الشمس الفتية- رياحٌ نجميّة أقوى بكثير من النّجوم الأكبر سنًّا والأكثر استقرارًا، ويُعتقد أن أورانوس ونبتون قد تكوّنا بعد تكوّن كوكب المشتري وزحل عندما دمرتِ الرياح الشمسيّة القويّة الكثير من مادة القرص. ونتيجةً لذلك تراكم في تلك الكواكب القليل من الهيدروجين والهيليوم، ما لا يزيد عن 1 M🜨 لكل منهما. يُشار إلى أورانوس ونبتون أحيانًا باسم النواتين الفاشلتين، وتتمثل المُعضلة الرئيسية في نظريات تكوين هذين الكوكبين في الجدول الزمنيّ لتكوينها، ففي مواقعهما الحالية كان الأمر سيستغرق ملايين السنين حتى تتنامى نواتيهما. وهذا يعني أن أورانوس ونبتون ربما يكونان قد تشكلا في موقع أقرب من الشمس -بالقرب من المشتري وزحل أو بينهما- ثم هاجرا لاحقًا أو قُذفا إلى الخارج (انظر «هجرة الكواكب» أدناه). لم تكن الحركة في العصر الكوكبي كلها داخليةً نحو الشمس، فقد اقترحتِ العينة التي عادت بها المركبة الفضائيّة «ستارداست» من المُذنب ويلد 2 أن المواد من التكوين المبكر للمجموعة الشمسيّة هاجرت من الجزء الداخلي الأكثرِ دِفئًا إلى منطقة حزام كايبر.
بعد مرور فترةٍ تراوحت ما بين 3 إلى 10 ملايين سنة كانت الرياح الشمسيّة للشمس الفتية قد أزالت كل الغازات والغبار في قرص الكواكب الأولية، وأطلقته في الفضاء بين النجمي، وبالتالي توقف نمو حجم الكواكب.

## التطور اللاحق

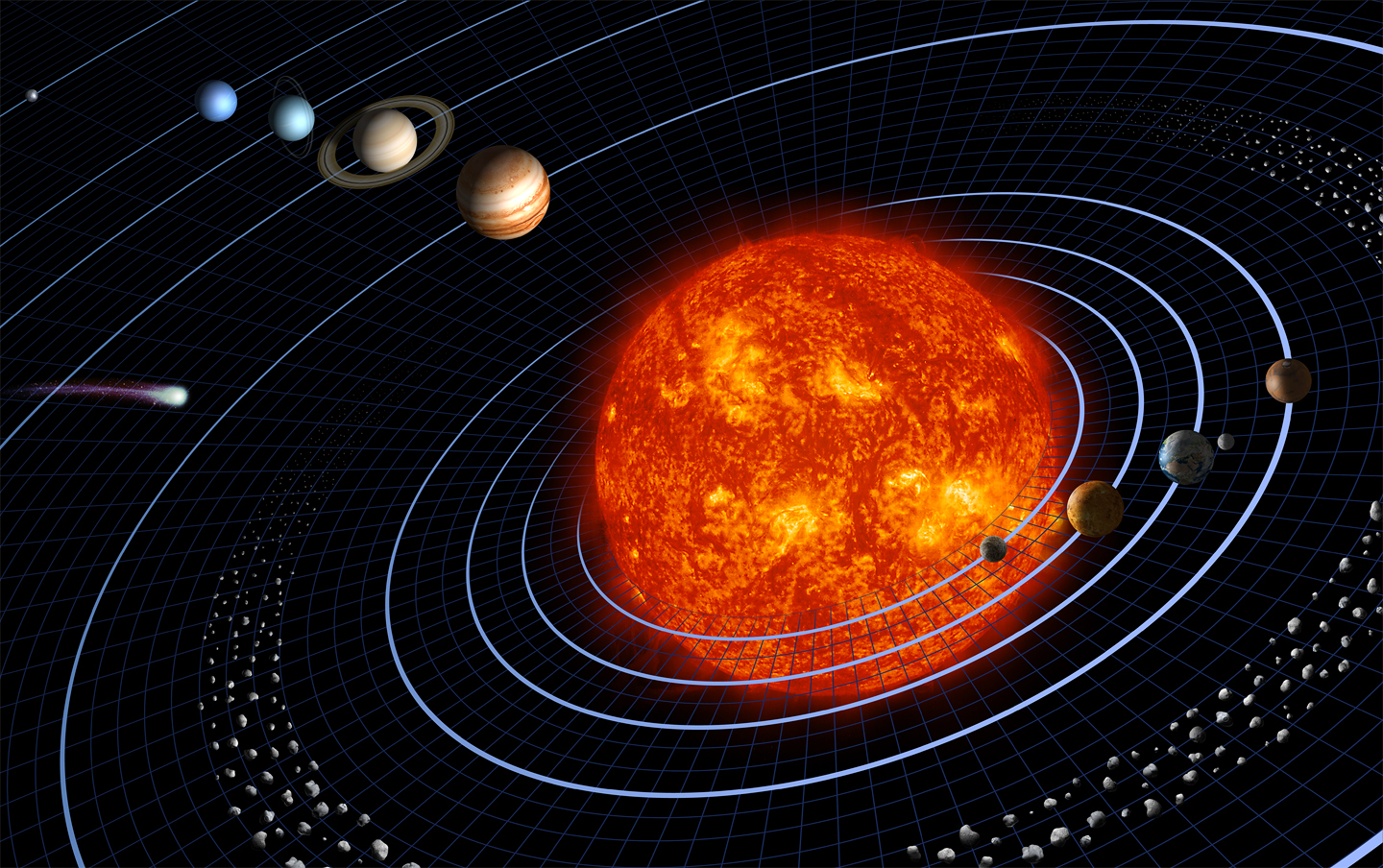
رسم للنظام الشمسي (لا يعتمد على المقاييس الحقيقية) يُظهر الشمس والكواكب الداخلية وحزام الكويكبات والكواكب الخارجية وحزام كايبر وبلوتو (صُنَّف سابقًا من ضمن الكواكب) ومذنّبًا.

اعتُقد في الأصل أن الكواكب تشكّلت في مداراتها الحاليّة أو بالقرب منها، ثم جرى التشكيك في هذا الاعتقاد في السنوات العشرين الماضية. حاليًا يعتقد العديد من علماء الكواكب أن المجموعة الشمسيّة رُبّما بدت مُختلفةً تمامًا بعد تكوينها الأولي: عدة أجرام على الأقل بحجم عطارد كانت موجودة في المجموعة الشمسيّة الداخليّة، وكانت المجموعة الشمسيّة الخارجيّة أكثر إحكامًا مما هي عليه الآن، وكان حزام كايبر أقرب بكثير إلى الشّمس.

### الكواكب الأرضية
في نهاية فترة تكوين الكواكب كانت المجموعة الشمسية الداخلية مأهولةً بـ50-100 من الأجنة الكوكبية التي حجمها كحجم القمر بالنسبة للمريخ. كان المزيد من النمو ممكنًا فقط لأن هذه الأجرام اصطدمت واندمجت، الأمر الذي استغرق أقل من 100 مليون سنة، ومن المتوقع حدوث تفاعل جاذبيةٍ بين هذه الأجرام مما أدى إلى تجاذبها إلى مدارات بعضها بعضًا حتى اصطدمت، ثم نمت لتُشكل بذلك الكواكب الأرضية الأربعة التي نعرفها اليوم وهي عطارد و‌الزهرة و‌الأرض و‌المريخ. كما يُعتقد أيضًا أنّ أحد هذه الاصطدامات العملاقة قد شكل القمر، بينما أزال اصطدام آخر الغلاف الخارجي لعطارد.
إحدى المُعضلات الّتي لم تُحلَّ مع هذا النّموذج هي عدم تمكّنه من تفسير كيف أنّ المدارات الأوليَّة للكواكب الأرضيَّة البدائيَّة -التي كان من الضروري أن يكون مسارها شديد اللامركزية لتصطدم- أنتجت مداراتٍ مُستقرَّةٍ بشكلٍ ملحوظٍ وشبهِ دائريةٍ مثل تلك التي تُحيط بها اليوم. إحدى الفرضيات لهذا «الإغراق اللامركزي» هو أن الأرض تكوّنت في قرص غازٍ لم تطرده الشمس بعد، وكان من الممكن أن تؤدي «قوة سحب الجاذبية أو السحب بتأثير الثقالة» لهذا الغاز المتبقي في النهاية إلى خفض طاقة الكواكب، وصقل مداراتها. ومع ذلك فإن مثل هذا الغاز -اللهم إِن وُجدَ في الأصل- كان سيمنع مدارات الكواكب الأرضيّة من أن تُصبح فوضويّة في المقام الأول. وهُناك فرضيّة أخرى مفادها أنَّ سحب الجاذبية لم يحدث بين الكواكب والغازات المتبقيّة، ولكن بين الكواكب والأجرام الصغيرة المتبقية، ومع تحرك الأجرام الكبيرة عبر حشد الأجرام الأصغر حجمًا، شكّلتِ الأجرام الأصغر حجمًا -التي تُؤثر فيها جاذبيّة الكواكب الكبيرة- منطقةً ذات كثافةٍ أعلى -«أثر الجاذبية»- في مسار الأجرام الأكبر، ونتيجةً لذلك أدت الجاذبيّة المتزايدة لهذا الأثر الجاري إلى إبطاء الأجرام الأكبر حجمًا لتتخذَ مداراتٍ أكثر انتظامًا.

### حزام الكويكبات

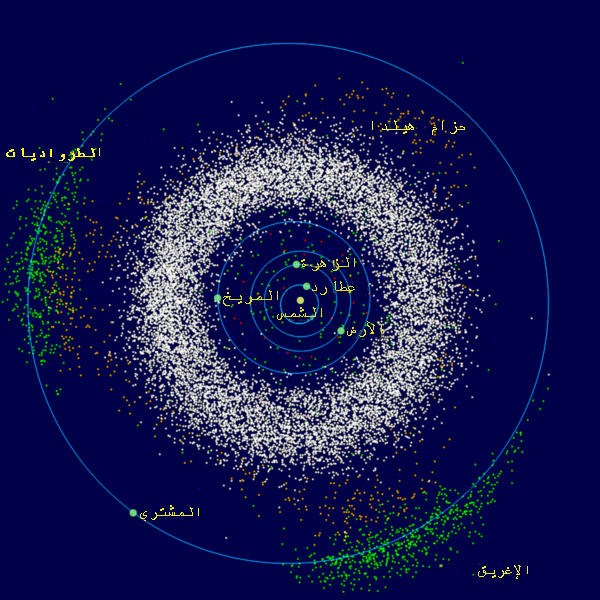
كويكبات المجموعة الشمسية الداخلية؛ واللون الأبيض هو حزام الكويكبات الذي يقع بين مدار المشتري والمريخ.
الشمس
طروادة المشتري
مدارات الكواكب
حزام الكويكبات
كويكبات هيلدا
الكويكبات القريبة من الأرض

يُطلق على الحافة الخارجيّة للمنطقة الأرضيّة التي تَبعُد عن الشمس مسافةً تتراوح بين 2 و4 وحداتٍ فلكيةٍ مُسمى حزام الكويكبات. احتوى حزام الكويكبات في البداية على أكثر من مادةٍ كافيةٍ لتكوين 2-3 كواكبَ شبيهةٍ بالأرض، وفي الواقع تشكّل عددٌ كبيرٌ من الكويكبات هناك. كما هو الحال مع الأرض اندمجت الكويكبات في هذه المنطقة فيما بعد، وشكلت 20-30 جنينًا كوكبيًّا حجمها ما بين حجم القمر إلى المريخ. ومع ذلك فإن قرب المشتري يعني أنه بعد تشكل هذا الكوكب -عقب 3 ملايين سنة من تشكّل الشّمس- تغير تاريخ المنطقة بشكل كبير. يتسم الرنين المداري الناتج عن تفاعل المشتري وزحل بقوةٍ كبيرةٍ خاصةً في حزام الكويكبات، ومع حدوث تفاعلات الجاذبيّة بين الأجنّة الكوكبية الأكثر ضخامةً تبعثرت العديد من الكويكبات في هذه المنطقة التي يظهر فيها الرنين المداري، وقد زادت جاذبية المشتري من سرعة الأجرام داخل هذا الرنين مما تسبب في تحطيمها عند الاصطدام بأجرام أخرى، بدلاً من أن تتنامى معًا.
عندما هاجر  كوكب المشتري إلى الداخل بعد تشكله كان من الممكن أن يجتاح الرنين المداري حزامَ الكويكبات مما يثير ديناميكية الكويكبات ويزيد سرعاتها المتجهة بالنسبة إلى بعضها بعضًا، وفي ظل وجود الأثر التراكمي لهذا الرنين وتفاعلات الأجنّة الكوكبية تناثرت الكويكبات بعيدًا عن حزام الكويكبات أو آثار ميولها المدارية ومسارها اللامركزي. طرد المشتري بعض هذه الأجنة الضخمة أيضًا، بينما قد يكون البعض الآخر هاجر إلى المجموعة الشمسية الداخلية ولعب دورًا في التنامي النهائي للكواكب الأرضية.
خِلال فترة النضوب الأوليّة هذه تركت تأثيرات الكواكب العملاقة والأجنّة الكوكبية حزام الكويكبات بكتلةٍ إجماليّةٍ تعادل أقل من 1% من كتلة الأرض، وتتكون أساسًا من كويكباتٍ صغيرة. لا يزال هذا أكبر من 10 إلى 20 مرة من الكتلة الحاليّة في الحزام الرئيسي التي تبلغ الآن حوالي 0.0005 M🜨. يُعتقد أنّه أتت فترة نضوبٍ ثانويّةٍ عندما دخل كوكبا المشتري وزحل في رنين مداري مؤقت 2:1 (انظر أدناه)، الأمر الذي أدى إلى تقلص حزام الكويكبات ليقترب من كتلته الحاليّة.
رُبَّمَا لعبت فترة الاصطدامات العملاقة للمجموعة الشمسية الداخلية دورًا في حصول الأرض على محتواها المائي الحالي (~ 6 ×1021 كجم) من حزام الكويكبات المبكر. الماء متقلب جدًا بشكلٍ يجعل من المُستبعد [افتراض] أنه كان موجودًا عند تكوين الأرض، ولا بُدَّ أنها قد اكتسبته لاحقًا من الأجزاء الخارجية الأكثر برودةً من المجموعة الشمسية، ومن المحتمل [أيضًا] أن الماء وصل إلى الأرض عن طريق أجنةٍ كوكبيةٍ وكويكباتٍ صغيرةٍ ألقيت بفعل كوكب المشتري من حزام الكويكبات. واقترح العُلماء أيضًا أنَّ هُناك مصدرًا مُحتملًا للماء موجودًا في مجموعةٍ من مذنبات الحزام الرئيسي التي اكتُشفت في عام 2006. رُغم ذلك لايمكن أن تكون تنتج المذنبات من حزام كايبر أو مناطق أبعد قد قدمت أكثر من 6% من مياه الأرض. تنص فرضية التبذر الشامل على أنّ الحياة نفسها رُبَّمَا ترسبت على الأرض بهذه الطّريقة. على الرغم من أنّ هذه الفكرة لم تلقَ قَبولًا على نطاقٍ واسع.

### هجرة الكواكب

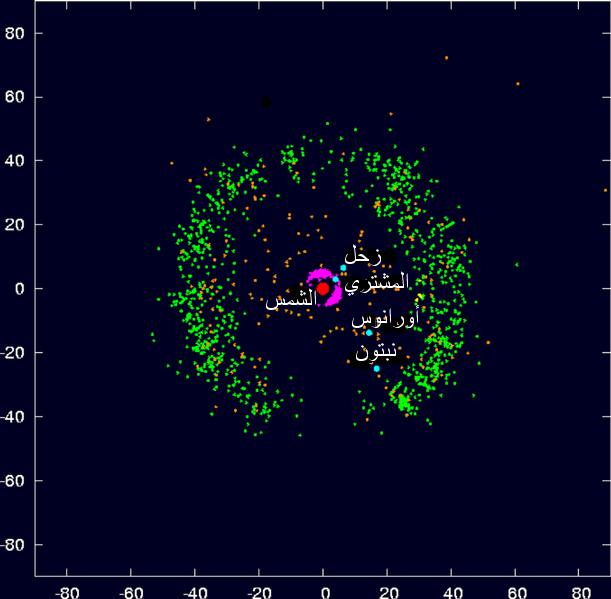
صورة توضح توزيع الأجرام في المنطقة الوراء نبتونية. حيث يبدو حزام الكويكبات بلون زهري، وأجرام القرص المبعثر بلون برتقالي، وأجرام حزام كايبر بلون أخضر، أما سحابة أورط فهي بعيدة وكبيرة جدًا لكي توضع ضمن رسم بهذه المقاييس.

وفقًا لفرضية السديم فقد يكون الكوكبان الخارجيان أورانوس و‌نبتون في «المكان الخطأ». يوجد هذان الكوكبان المعروفان باسم «‌العملاقين الجليديين» في منطقة يبدو مُستبعدًا تكونهما فيها بسبب الكثافة المنخفضة للسّديم الشّمسي وطول الأزمنة المداريّة. وعِوضًا عن ذلك يُعتقد أنّ الكوكبين تكّونا في مداراتٍ بالقرب من كوكبي المُشتري وزحل -المعروفين باسم «العملاقين الغازيين»- حيث كان يتوفر المزيد من المواد، وقد هاجرا خارجًا إلى موقعيهما الحاليين على مدى مئات الملايين من السنين.
تُعدّ هجرة الكواكب الخارجية ضروريّة أيضًا للكشف عن وجود المناطق الخارجيّة للمجموعة الشّمسيّة وخواصها. تستمر المجموعة الشمسية بعد نبتون لتشمل حزام كايبر و‌القرص المُبعثر و‌سحابة أورط، وهي ثلاث مجموعاتٍ متفرقةٍ من الأجرام الجليدية الصغيرة يُعتقد أنها نقاط الأصل لمعظم المذنبات المرصودة. على مسافة بعيدة من الشمس كان التنامي بطيئًا جدًا ليسمح للكواكب بالتشكّل قبل أن يتشتت السديم الشمسي، وبالتالي افتقر القرص الأولي إلى كثافة الكتلة الكافية للاندماج مُشكلًا كوكبًا. يبعد حزام كايبر عن الشمس مسافة تتراوح ما بين 30 و55 وحدةٍ فلكيةٍ، بينما يبعد القرص المبعثر بمسافة تفوق 100 وحدةٍ فلكيةٍ، وتبعد سحابة أورط  بحوالي 50,000 وحدةٍ فلكية. كان حزام كايبر في الأصل أكثر كثافةً وأقرب إلى الشمس مع وجود حافته الخارجية على بُعد 30 وحدة فلكية تقريبًا. كان من الممكن أن تكون حافته الداخلية وراء مداري أورانوس ونبتون مباشرة، اللذين كانا بدورهما أقرب بكثير إلى الشمس عندما تشكلا (على الأرجح في نطاق 15-20 وحدة فلكية)، وفي 50% من عمليات المحاكاة انتهى بهما الأمر في مواقعَ متقابلةٍ، حيث كان أورانوس أبعدً عن الشمس من نبتون.

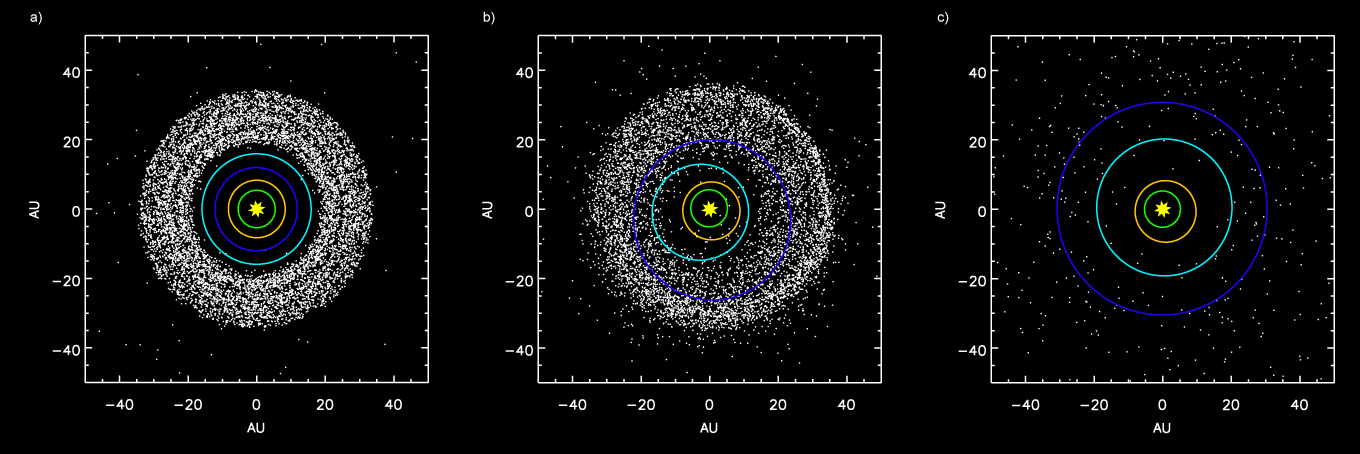
محاكاة تُظهر حزام كايبر والكواكب الخارجية:
- أ - قبل أن يصل مقياس رنين زحل إلى 1:2 بالنسبة للمشتري. - ب -تبعثر أجرام حزام كايبر في المجموعة الشمسية بعد التحول المداري لنبتون.
- جـ -بعد قذف المُشتري لأجرام حزام كايبر.

وفقًا لنموذج نيس -بعد تكوين المجموعة الشمسية- استمرت مدارات جميع الكواكب العملاقة في التغير ببطءٍ متأثرةً بتفاعلها مع العدد الكبير من الكويكبات المتبقية. بعد 500-600 مليون سنة (منذ حوالي 4 مليارات سنة) تراجع الرنين المداري لكوكبيْ المشتري وزحل ليبلغ 2 : 1 حيث كان كوكب زحل يُكمل دورةً واحدةً حول الشمس مُقابل دورتين لكوكب المشتري. تسبب هذا الرنين في إحداث دفع جاذبية مُقابل الكواكب الخارجية، مما تسبب في اندفاع نبتون مُتجاوزًا أورانوس ومُتراجعًا إلى حزام كايبر القديم. نثرت الكواكب غالبية الأجرام الجليدية الصغيرة إلى الداخل، بينما كانت تتحرك هي إلى الخارج، ثم تبعثرت هذه الكويكبات بعيدًا عن الكوكب التالي الذي صادفته بطريقةٍ مماثلةٍ حيث كانت تحرك مدارات الكواكب إلى الخارج أثناء تحركها إلى الداخل. استمرت هذه العملية حتى تفاعلت الكويكبات مع كوكب المشتري، حيث دفعت جاذبيته الهائلة هذه الكويكبات إلى مدارات إهليلجية للغاية أو حتى طردتها تمامًا من المجموعة الشمسية، تسبب هذا في تحرك المشتري إلى الداخل قليلاً، تلك الأجرام التي نثرها المشتري في مدارات إهليلجية عالية للغاية شكلت سحابة أورط، والأجرام المبعثرة بدرجةٍ أقل بواسطة كوكب نبتون المهاجر شكلت حزام كايبر الحالي والقرص المبعثر. يفسر هذا السيناريو الكتلة المنخفضة الحالية لحزام كايبر والقرص المبعثر. أضحت بعض الأجرام المتناثرة -بما في ذلك كوكب بلوتو- مرتبطةً بالتجاذب مع مدار نبتون مما أجبرها على إحداث رنينٍ ذي حركةٍ متوسطةٍ. في النهاية أدى الاحتكاك داخل القرص الكوكبي إلى جعل مدارَيْ أورانوس ونبتون دائرييْن مرةً أُخرى.
على عكس الكواكب الخارجية لا يُعتقد أن الكواكب الداخلية قد هاجرت بشكل كبير على مدى عمر المجموعة الشمسية، لأن مداراتها ظلت مستقرة بعد فترة التأثيرات العملاقة.
نشأ سؤال آخر عن السبب وراء صغر حجم كوكب المريخ بالمقارنة مع كوكب الأرض، تقترح دراسة في هذا الصدد أجراها معهد ساوث ويست للأبحاث الكائن في مدينة سان أنطونيو بولاية تكساس، ونُشرت  في 6 يونيو 2011 تحت اسم «فرضية تغير الاتجاه الكبرى» أنَّ كوكب المشتري قد هاجر إلى الداخل لمسافة 1.5 وحدة فلكية، وبعدما تشكل زحل وهاجر إلى الداخل، وتموضع على مدى رنين ذي حركة متوسطة نسبته 2: 3 مع كوكب المشتري تفترض الدراسة أن كلا الكوكبين قد هاجرا إلى موقعيهما الحاليين. وبالتالي فإن كوكب المشتري قد استهلك الكثير من المواد التي كانت ستوجد كوكبًا أكبر من المريخ عن طريق كويكبات جافة وأجرام غنية بالمياه شبيهة بالمذنبات. ومع ذلك فمن غير الواضح ما إذا كانت الظروف في السديم الشمسي ستسمح لكوكبي المشتري وزحل بالعودة إلى موقعيهما الحاليين، فوفقًا للتقديرات الحالية يبدو أن هذا الاحتمال غير مرجح، علاوةً على ذلك توجد تفسيرات أخرى لكتلة المريخ الصغيرة.

### فترة القصف الشديد المتأخر وما بعدها

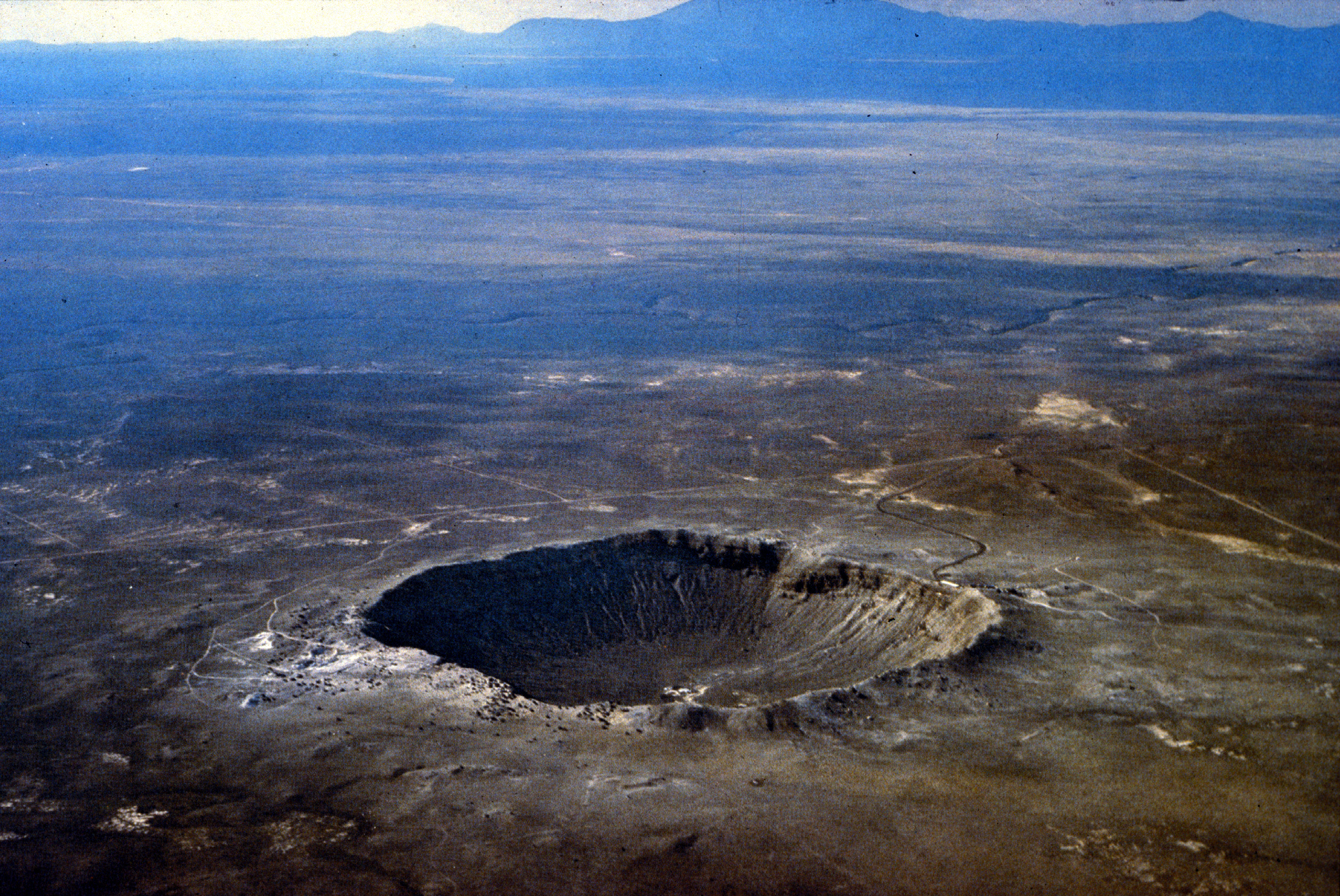
فوهة بارينجر في ولاية أريزونا. أُحدثت منذ 50000 عام بواسطة مصادم حوالي ، يظهر أن تنامي المجموعة الشمسية لم ينته بعد.

يُعتقد أن اضطراب الجاذبية الناتج عن هجرة الكواكب الخارجية أدى إلى إرسال أعداد كبيرة من الكويكبات إلى المجموعة الشمسية الداخلية، متسببًا في استنفاد الحزام الأصلي بشدةٍ حتى وصل إلى كتلته المنخفضة للغاية التي يمتلكها اليوم. قد يكون هذا الحدث هو سبب ظهور فترة القصف الشديد المتأخر الذي وقع منذ حوالي 4 مليارات سنةٍ، بعد 500-600 مليون سنةٍ من تكوّن المجموعة الشمسية. استمرت هذه الفترة من القصف الشديد عدة مئاتٍ من ملايين السنين، وهي واضحة في الحفر التي لا تزال مرئيةً على الأجرام غير النشطة جيولوجيًّا في المجموعة الشمسية الداخلية مثل القمر وعطارد. يعود أقدم دليلٍ معروفٍ للحياة على الأرض إلى ما قبل 3.8 مليار سنة تقريبًا بعد نهاية فترة القصف الشديد المتأخر مُباشرةً.
يعتقد العلماء أن الاصطدامات كانت جزءًا منتظمًا -وإن كان نادرًا حاليًّا- من تطور المجموعة الشمسية يتضح استمرار حدوثها من خلال اصطدام المذنب شوميكر- ليفي 9 بالمشتري في عام 1994، وحدوث اصطدام كوكب المشتري لعام 2009 و‌انفجار تونغوسكا و‌نيزك تشيليابنسك، والاصطدام الذي أحدث فوهة بارينجر في أريزونا (قبل حوالي 50 ألف سنةٍ)، وبالتالي فإن عملية التنامي لم تنتهِ بعد، وربما لا تزال تشكل تهديدًا للحياة على الأرض.
على مدار تطور المجموعة الشمسية طُردت المذنبات من المجموعة الشمسية الداخلية بفعل جاذبية الكواكب العملاقة لتبتعد بآلاف الوحدات الفلكيّة إلى الخارج لتشكل سحابة أورط، وهي تجمع خارجي كروي من نوى المذنبات يقع على أبعد مسافةٍ لقوة سحب الجاذبية الخاصة بالشمس. في النهاية -بعد حوالي 800 مليون سنة- بدأ اضطراب الجاذبية الناجم عن المدّ المجرّي والنجوم العابرة والسحب الجزيئية العملاقة في استنفاد السحابة، وإرسال المذنبات إلى المجموعة الشمسية الداخلية. يبدو أيضًا أن تطور المجموعة الشمسية الخارجية قد تأثر بالتجوية الفضائية بفعل الرياح الشمسية والنيازك الدقيقة والمكونات المحايدة للوسط بين النجمي.
كان تطور حزام الكويكبات بعد القصف الشديد المتأخر محكومًا بشكل أساسي بالاصطدامات. تمتلك الأجرام ذات الكتلة الكبيرة جاذبيةً كافيةً للاحتفاظ بأي مادةٍ مقذوفةٍ عن طريق الاصطدام العنيف، ولكن في حزام الكويكبات ليس هذا هو الحال عادة، ونتيجةً لذلك تحطم العديد من الأجرام الكبيرة، وأحيانًا تشكّلت أجرام جديدة من بقايا اصطداماتٍ أقلَّ عُنفًا. لا يمكن تفسير وجود الأقمار حول بعض الكويكبات حاليًّا إلا على أنها كتلة متماسكة من المواد المنطلقة بعيدًا عن الجرم الأصلي والتي تفتقر إلى الطاقة الكافية للهروب تمامًا من جاذبيته.

## الأقمار

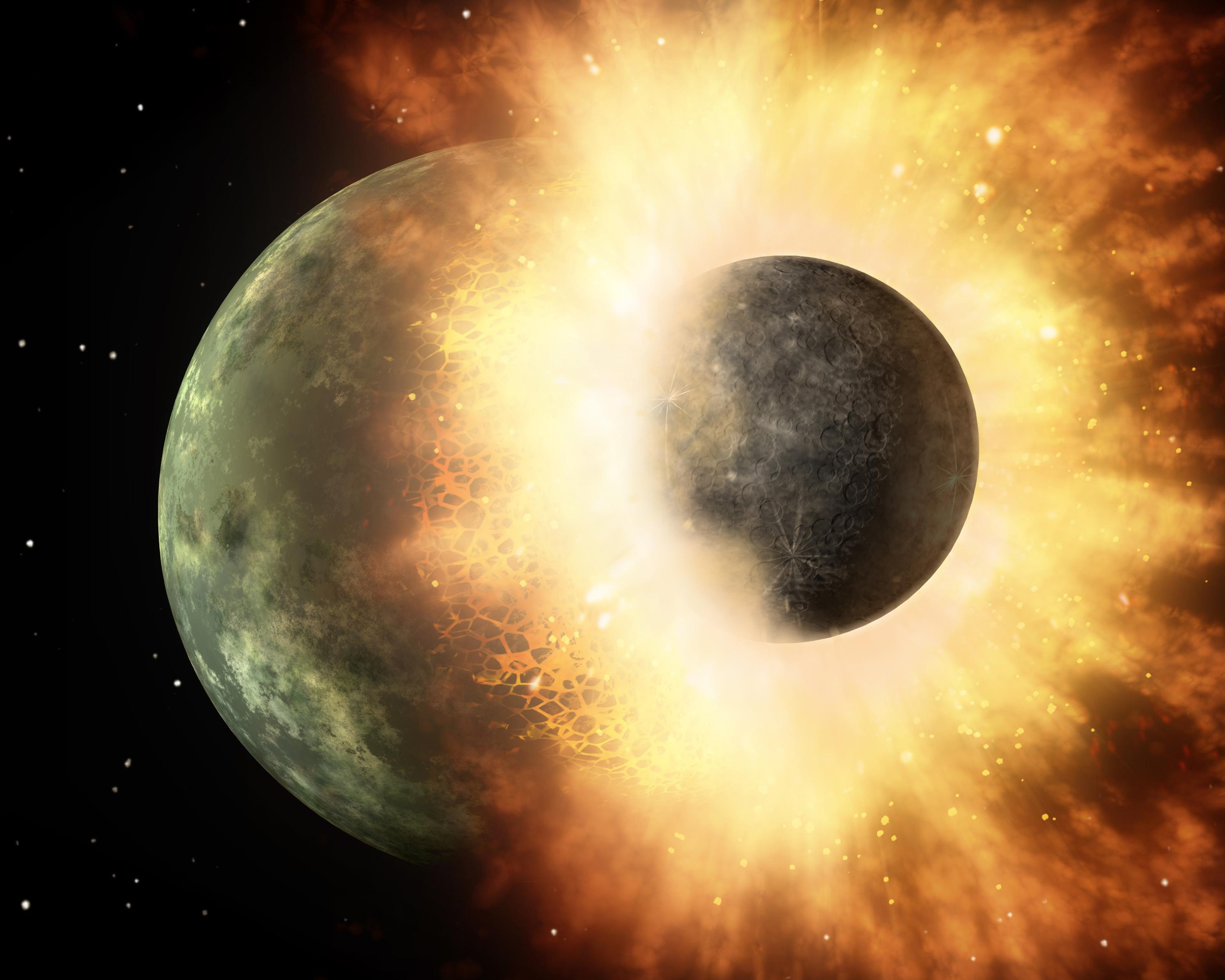
تصور لفرضية الاصطدام العملاق الذي يعتقد أنه شكّل القمر.

ظهرت الأقمار حول معظم الكواكب والعديد من أجرام المجموعة الشمسية الأخرى. ونشأت هذه الأقمار الطبيعية وفقًا لواحدة من ثلاث آلياتٍ ممكنة:
- التشكل المشترك من الأقراص المحيطة بالكواكب (فقط في حالة الكواكب العملاقة).
- التشكل من الحطام الناتج عن الاصطدامات (في حالة الاصطدامات العملاقة بزاوية صغيرة).
- أسر أحد الأجرام العابرة بفعل جاذبية الكوكب.

تدور حول كوكبي المشتري وزحل عدة أقمارٍ ضخمةٍ مثل آيو ‌أوروبا و‌غانيميد و‌تيتان، والتي من الممكن أن تكون قد نشأت من الأقراص المحيطة بكل كوكب عملاق بالطريقة نفسها التي تشكلت بها هذه الكواكب من القرص المحيط بالشمس، ويُستدل على هذه الآلية من خلال الحجم الضخم للأقمار وقربها من الكوكب التابعة له. يستحيل تحقق هاتين الصفتين بآلية الأسر بالجاذبية، بالإضافة إلى أن الطبيعة الغازية للكواكب السيارة تجعل تشكيل الحطام ناتجًا عن الاصطدامات أمرًا غير محتمل.
أما الأقمار الخارجية لهذه الكواكب فتتسم بصغر الحجم، وأن لها مساراتٍ مداريةً لا مركزيةً مع عشوائية ميلها المداري، وتُشير هذه الصفات إلى كون هذه الأقمار أجرامًا مأسورةً بالجاذبية. تدور أغلب هذه الأقمار حول كواكبها في اتجاهٍ معاكسٍ لاتجاه دوران الكواكب التي تتبعها. يعتبر القمر ترايتون التابع لكوكب نبتون أضخم هذه الأقمار المختلفة، والذي يُعتقد أنه جرم مأسور من حزام كايبر.
نشأت الأقمار التابعة للأجرام الصلبة في المجموعة الشمسية من خلال آلية الاصطدمات بالإضافة أيضًا إلى آلية الأسر بالجاذبية. يدور حول كوكب المريخ قمران صغيران هما ديموس و‌فوبوس، ويُعتقد أنهما كويكبان مأسوران. يتكهن العلماء أن قمر كوكب الأرض تشكل نتيجة اصطدام عملاق مباشر فردي. من المحتمل أنه كانت لهذا الجرم المصطدم بالأرض كتلة مقاربة لكتلة كوكب المريخ، ويُعتقد أن الاصطدام حدث عند نهاية فترة الاصطدامات العملاقة. أطلق هذا الاصطدام بعض الكتل من وشاح الجرم المصطدم إلى مدارٍ حول الأرض، وهذه الكتل التحمت وتجمعت لتشكل القمر. يحتمل أن يكون هذا الاصطدام آخر حدثٍ اندماجيٍّ في سلسلة الاندماجات التي ساهمت في تشكل كوكب الأرض.
وضع العلماء أيضًا فرضيةً تقترح تشكل جرمٍ بحجم كوكب المريخ عند إحدى نقاط لاغرانج الثابتة بين الشمس والأرض، عند النقطة (L4) أو عند نقطة (L5) قبل أن ينجرف بعيدًا عن موقعه. يُعتقد أن بعض الأقمار التابعة للأجرام ما وراء النبتونية -مثل قمر شارون التابع لكوكب بلوتو وقمر فانث التابع لكوكب أوركوس- تكونت بفعل الاصطدامات العملاقة. تُعدُّ الأنظمة القمرية «بلوتو-شارون» و«أوركوس-فانث» و«الأرض-القمر» أنظمةً غير عاديةٍ في المجموعة الشمسية والتي تبلغ فيها كتلة القمر نحو 1% على الأقل من كتلة الجرم الأكبر.

## المستقبل
يُقدِّر علماء الفلك أن الحالة الحالية للمجموعة الشمسية لن تتغير بشكل جذري حتى تستهلك الشمس كل وقود الهيدروجين لديها تقريبًا والموجود في نواتها عبر التفاعل الاندماجي مكونةَ الهيليوم، لتبدأ تطورها من النسق الأساسي لمخطط هرتزبرونغ-راسل إلى طور العملاق الأحمر. وستستمر المجموعة الشمسية في التطور حتى ذلك الحين.

### ثبات طويل الأمد
اتّسم النّظام الشمسيّ بالفوضى على مدى نطاقاتٍ زمنيةٍ تُقدَّر بملايين السنين وملياراتها، ويرجع ذلك إلى قابلية مدارات الكواكب للتغيرات طويلة المدى. أحد الأمثلة البارزة على هذه الفوضى هو نظام نبتون – بلوتو الذي يقع في رنين مداري 2:3، فعلى الرغم من أن الرنين نفسه سيظل مستقرًا، إلا أنه من المستحيل التنبؤ بموضع بلوتو بأي درجة من الدقة تزيد على 10-20 مليون سنة «‌زمن ليابونوف» في المستقبل. مثال آخر هو الميل المحوري للأرض الذي بسبب الاحتكاك المتزايد داخل وشاح الأرض بفعل تفاعلات المد والجزر مع القمر إذ لا يمكن حسابه من نقطةٍ ما بين 1.5 و4.5 مليار سنةٍ من الآن.
تُعدُّ مدارات الكواكب الخارجية فوضويةً على نطاقات زمنية طويلة للغاية، ويتراوح زمن ليابونوف بين 2 و230 مليون سنة. وفي جميع الحالات يعني هذا أن موضع كوكبٍ على طول مداره يستحيل التنبؤ به بأي درجة من درجات اليقين (لذلك على سبيل المثال يصبح توقيت الشتاء والصيف غير مؤكد)، ولكن في بعض الحالات قد تتغير المدارات نفسها بشكل كبير. تتجلى مثل هذه الفوضى بقوة باعتبارها تغيرات لا مركزية حيث تصبح مدارات بعض الكواكب أكثر أو أقل بيضاوية.
المجموعة الشمسيّة مستقرة نسبيًّا من حيث إن من غير المحتمل أن يصطدم أي من الكواكب مع بعضها بعضًا، أو يُطرد أحدها من المجموعة الشمسية في بضعة ملياراتٍ من السنين القادمة. أما أبعد من ذلك في غضون خمسة مليارات سنةٍ أو نحوها، فقد تزداد اللامركزية لكوكب المريخ إلى حوالي 0.2، بحيث يقع على مدارٍ مارٍّ بالأرض، مما يؤدي إلى تصادم محتمل. في النطاق الزمني نفسه قد تزداد لامركزية كوكب عطارد، ويمكن أن يؤدي اقترابه الشديد من كوكب الزهرة نظريًا إلى طرده من المجموعة الشمسية تمامًا، أو إرساله في مسار تصادم مع كوكب الزهرة أو الأرض. يمكن أن يحدث هذا في غضون مليار سنةٍ وفقًا لعمليات المحاكاة العددية التي يكون مدار عطارد فيها مضطربًا.

### القمر والحلقات الكوكبية
تطور النظام القمري مدفوع إلى حد كبير بقوى المد والجزر. يُحدِث القمر تحدبًا مدّيًا في الكوكب الذي يدور حوله (الكوكب الأولي) بسبب اختلاف قوى الجذب عبر قطر الكوكب الأولي. إذا كان القمر يدور في الاتجاه نفسه الذي يدور فيه الكوكب، وكان الكوكب يدور بشكل أسرع من الدورة المدارية للقمر، فإن التحدب المدّي سيظل مستمرًا في السحب في اتجاه القمر. وفي هذه الحالة ينتقل الزخم الزاوي المستمد من دوران الكوكب الأولي حول محوره إلى القمر التابع ليدور حول هذا الكوكب. لذا يكتسب القمر الطاقة ويبدأ في الدوران بشكلٍ حلزونيٍّ تدريجيًا نحو الخارج، بينما يتباطأ دوران الكوكب الأولي تدريجيًا.
تُعدُّ الأرض والقمر التابع لها أحد الأمثلة على هذا التكوين. فالقمر حاليًا مُقيد مدّيًا بالدوران حول الأرض. وتساوي الدورة الواحدة حول هذا الكوكب (تستغرق حاليًا حوالي 29 يومًا أرضيًا) دورة واحدة حول محوره، لذا فهو يُظهر دائمًا وجهًا واحدًا للأرض. سيستمر القمر في التراجع عن الأرض، وسيستمر تباطؤ دوران الأرض تدريجيًا. ومن الأمثلة الأخرى أقمار غاليليو لكوكب المشتري (بالإضافة إلى العديد من أقمار المشتري الأصغر) ومعظم أقمار زحل الكبيرة.

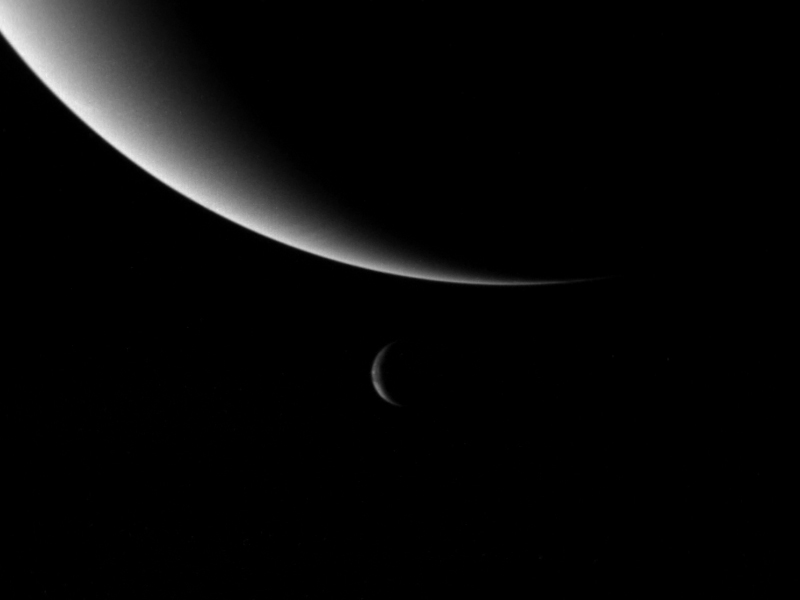
صورة لكوكب نبتون وقمره ترايتون، التقطها المسبار الفضائي فوياجر 2. سيدخل مدار ترايتون في النهاية ضمن حدود روش الخاصة بنبتون، مما يؤدي إلى تفككه وربما تشكيل حلقاتٍ كوكبيةٍ جديدة.

يحدث سيناريو مختلف عندما يكون القمر إما يدور حول الكوكب الأولي بشكل أسرع من دوران الكوكب الأولي، أو عندما يدور في الاتجاه المعاكس لدوران الكوكب. في هاتين الحالتين يتباطأ التحدب المدّي خلف القمر في مداره. ففي الحالة الأولى ينعكس اتجاه نقل الزخم الزاوي، وبناءً عليه يزيد دوران الكوكب الأولي بينما يتقلص مدار القمر التابع. وفي الحالة الأخيرة يكون للزخم الزاوي لدوران الكوكب حول محوره ودوران القمر حول الكوكب إشارة معاكسة، لذلك يؤدي النقل إلى انخفاضٍ في حجم كلٍّ منهما (يلغي كلٌّ منهما الآخر). في كلتا الحالتين يتسبب التسارع المدّي في أن يدور القمر في مسار حلزوني  نحو الكوكب الأولي حتى يتفكك بسبب الضغوط المدية، مما قد يؤدي إلى إنشاء نظام حلقة كوكبية، أو اصطدامه بسطح الكوكب أو الغلاف الجوي. مثل هذا المصير ينتظر أقمار فوبوس التابعة للمريخ (في حدود 30 إلى 50 مليون سنة)، وقمر ترايتون التابع لنبتون (في حدود 3.6 مليار سنة)، وما لا يقل عن 16 قمرًا صناعيًا صغيرًا خاصًا بكوكبي أورانوس ونبتون، وقد يصطدم قمر ديسديمونا التابع لأورانوس بأحد الأقمار المجاورة له.
الاحتمال الثالث هو المكان الذي يُقيّد القمر والكوكب الأولي مع بعضهما بعضًا. في هذه الحالة يبقى التحدب المدّي تحت القمر مباشرةً، ولا يحدث انتقال للزخم الزاوي، ولا تتغير الفترة المدارية، ويُعدّ بلوتو وقمره شارون مثالاً على هذا النوع من التكوين.
لا يوجد إجماع على آلية تشكل حلقات زحل، على الرغم من أن النماذج النظرية تشير إلى أن هذه الحلقات من المحتمل أن تكون قد تشكلت في وقت مبكر من تاريخ المجموعة الشمسية، إن البيانات التي حُصلَ عليها من المركبة الفضائية كاسيني-هويجنز تقترح أنها تشكلت في وقت متأخر نسبيًا.

### الشمس وبيئات الكواكب
ستأتي -على المدى الطويل- أكبر التغييرات في المجموعة الشمسية من التغيرات التي ستلحق بالشمس نفسها مع تقدمها في العمر. فمع استمرار الشمس في حرق مخزونها من وقود الهيدروجين ستزداد سخونةً وتحرق باقي الوقود بشكل أسرع، ونتيجةً لذلك ستصبح الشمس أكثر إشراقًا بنحو عشرة بالمئة كل 1.1 مليار سنة.
في غضون 600 مليون سنة سيكون سطوع الشمس قد عطل دورة الكربون على الأرض لدرجة أن الأشجار والغابات (الحياة النباتية المعتمدة على التمثيل الضوئي ثلاثي الكربون) لن تكون قادرةً على البقاء، وفي حوالي 800 مليون سنة ستكون الشمس قد قتلت جميع أشكال الحياة المعقدة على سطح الأرض وفي المحيطات، وفي غضون 1.1 مليار سنة سوف يتسبب ناتج إشعاع الشمس المتزايد في تحرك المنطقة الصالحة للسكن على مدار كوكب الأرض إلى الخارج، ويجعل سطح الأرض شديد الحرارة بشكل يستحيل معه وجود الماء السائل هناك بشكل طبيعي، في هذه المرحلة ستختزل الحياة كلها إلى كائنات وحيدة الخلية. يمكن أن يؤدي تبخر الماء -وهو أحد غازات الدفيئة القوية- من سطح المحيطات إلى تسريع زيادة درجة الحرارة، مما قد يؤدي إلى إنهاء جميع أشكال الحياة على الأرض في وقت أقرب. خلال هذا الوقت من المُتوقع أنه مع الارتفاع التدريجي في درجة حرارة سطح المريخ، سينطلق ثاني أكسيد الكربون والماء المتجمد حاليًّا تحت الحُطام الصخري السطحي في الغلاف الجوي مما يؤدي إلى ظاهرة الاحتباس الحراري التي ستسخن الكوكب حتى تصل إلى ظروف موازية لظروف الأرض اليوم، مما يوفر مسكنًا مستقبليًّا مُحتملاً مدى الحياة، وبحدود 3.5 مليارات سنة من الآن ستكون ظروف سطح الأرض مماثلة لتلك الموجودة في كوكب الزهرة اليوم.

الحجم النسبي للشمس كما هي الآن (الشكل الداخلي) مقارنة بالحجم المستقبلي المقدر عند دخولها في طور العملاق الأحمر من تطورها.

في حوالي 5.4 مليار سنة من الآن ستصبح نواة الشمس ساخنة بدرجة كافية لتحفيز اندماج الهيدروجين في غلافها المحيط، وسيؤدي هذا إلى تمدد الطبقات الخارجية للنجم بشكل كبير، وسيدخل النجم مرحلة في حياته يسمى فيها العملاق الأحمر. خلال 7.5 مليار سنة ستتوسع الشمس إلى دائرة نصف قطرها 1.2 وحدة فلكية (أي 256 ضعف حجمها الحالي)، وعند طرف فرع العملاق الأحمر، ونتيجة لزيادة مساحة السطح بشكل كبير، سيكون سطح الشمس أكثر برودة (حوالي 2600 كلفن) مقارنةً بالآن وسطوعها أعلى بكثير، فستصل إلى 2700 مرة من السطوع الشمسي الحالي. في جزء من حياة الشمس وهي في طور العملاق الأحمر، ستكون لها رياح نجمية قوية ستحمل حوالي 33% من كتلتها، خلال هذه الأوقات من الممكن أن يصل تيتان القمر التابع لزحل إلى درجات حرارة السطح اللازمة لدعم الحياة.
مع توسع الشمس ستبتلع الكوكبين عطارد والزهرة. ولكنّ مصير الأرض أقل وضوحًا، فعلى الرغم من أن الشمس ستغلف المدار الحالي للأرض، فإن فقدان النجم لكتلته (وبالتالي انخفاض جاذبيته) سيؤدي إلى تحرك مدارات الكواكب بعيدًا. إذا كان الأمر كذلك فقط، فمن المحتمل أن ينجو كوكبا الزهرة والأرض من الاحتراق. ولكن نشرت دراسة عام 2008 تشير إلى أنه من المحتمل ابتلاع الأرض نتيجة لتفاعلات المد والجزر مع الغلاف الخارجي الضعيف للشمس.
تدريجيًا سيؤدي احتراق الهيدروجين في الغلاف المحيط بالنواة الشمسية إلى زيادة كتلة اللهب حتى تصل إلى حوالي 45% من الكتلة الشمسية الحالية. عند هذه النقطة ستصبح الكثافة ودرجة الحرارة عالية جدًا حتى إن الهيليوم سيبدأ في الاندماج مكونًا الكربون، مما سيؤدي إلى وميض الهيليوم، حيث ستتقلص الشمس من حوالي 250 إلى 11 ضعف نصف قطرها الحالي (النسق الأساسي)، وبالتالي سينخفض لمعانها من حوالي 3000 إلى 54 مرة من مستوى السطوع الحالي، وسترتفع درجة حرارة سطحها إلى حوالي 4770 كلفن، وستصبح الشمس عملاقًا أفقيًّا يحرق الهيليوم في نواته بطريقة مستقرة تشبه إلى حد كبير حرق الهيدروجين اليوم. ستستمر مرحلة اندماج الهيليوم 100 مليون سنة فقط، وفي النهاية سيتعين عليها أن تلجأ مرة أخرى إلى احتياطيات الهيدروجين والهيليوم في طبقاتها الخارجية وستتوسع مرة أخرى، وتتحول إلى ما يعرف باسم العملاق المقارب. هنا سيزداد سطوع الشمس مرة أخرى، ليصل إلى حوالي 2090 مرة من مستوى السطوع الحالي، وستبرد إلى حوالي 3500 كلفن ستستمر هذه المرحلة حوالي 30 مليون سنة، وبعد ذلك على مدار 100،000 سنة أخرى، ستتلاشى الطبقات الخارجية المتبقية للشمس، مما يؤدي إلى قذف تيار واسع من المادة إلى الفضاء وتشكيل هالة تُعرف باسم السديم الكوكبي. ستحتوي المادة المقذوفة على الهيليوم والكربون الناتجين عن تفاعلات الشمس النووية، مما يؤدي إلى استمرار تخصيب الوسط النجمي بالعناصر الثقيلة للأجيال القادمة من النجوم.

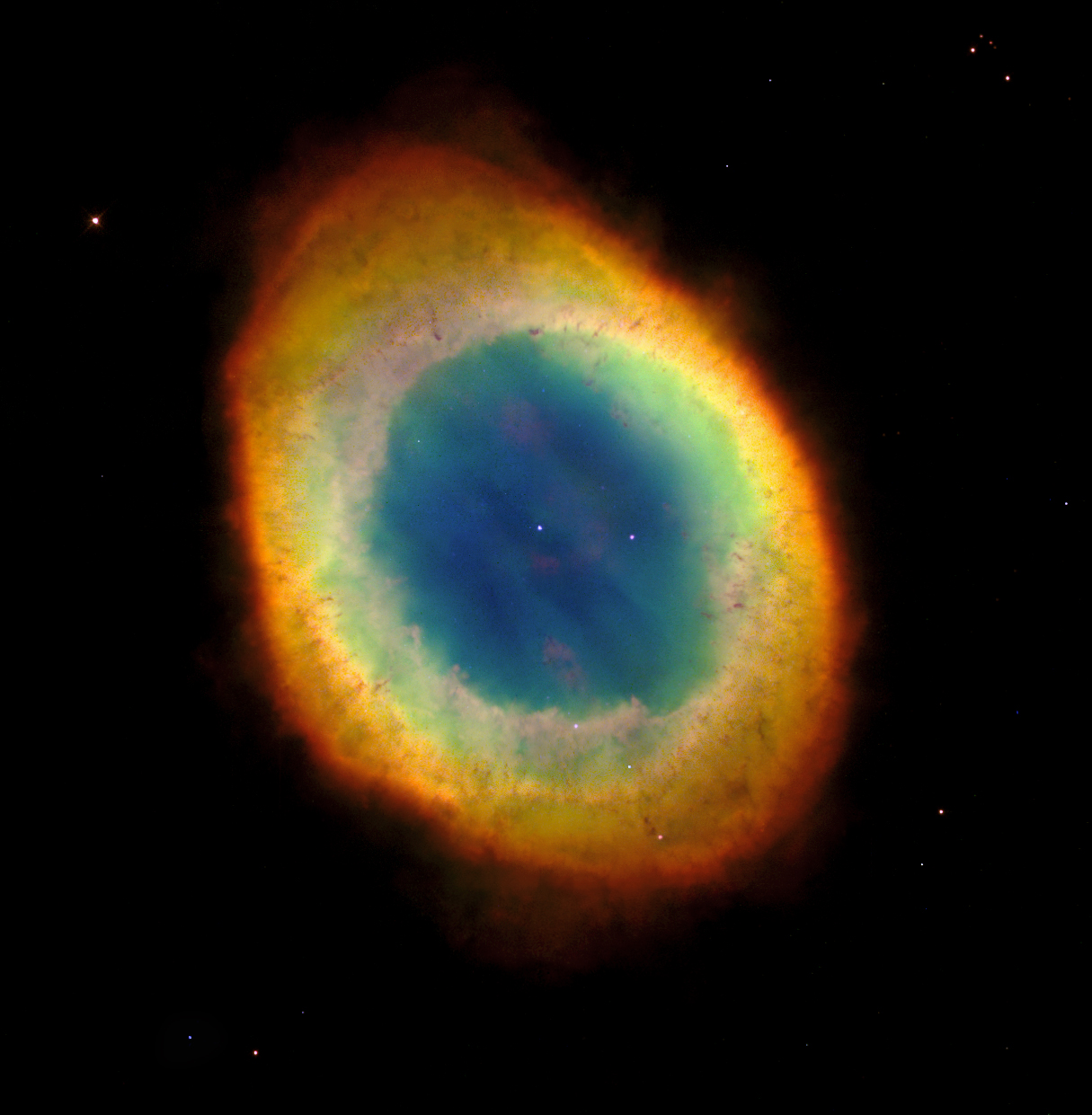
السديم الحلقي، سديم كوكبي مشابه لما ستصبح عليه الشمس.

هذا حدث سلميّ نسبيًا لا يشبه أي مستعر أعظم، حيث تكون الشمس أصغر من أن تمر به كجزء من تطورها. أي راصد سيشهد هذا الحدث سيرى زيادة هائلة في سرعة الرياح الشمسية، ولكن ليس بما يكفي لتدمير كوكب بالكامل، ومع ذلك فإن فقدان النجم لكتلته يمكن أن يسبب حالة من الفوضى لمدارات الكواكب الباقية، على نحو قد يؤدي إلى اصطدامها ببعضها بعضًا، وقذف بعضها الآخر خارج المجموعة الشمسية، وتحطم البعض الآخر بسبب تفاعلات المد والجزر. بعد ذلك كل ما سيبقى من الشمس هو قزم أبيض، جرم شديد الكثافة بشكل غير عادي يُمثل 54% من كتلتها الأصلية ولكن فقط بحجم الأرض، في البداية قد يكون هذا القزم الأبيض ساطعًا بمعدل 100 مرة من سطوع الشمس الآن. وسيتكون بالكامل من مادة متحللة من الكربون و‌الأكسجين، ولكن لترتفع فيه درجات الحرارة بما يكفي لدمج هذين العنصرين. وهكذا ستبرد الشمس القزمة البيضاء تدريجيًا وتزداد خفوتًا.
بينما تموت الشمس ستضعف قوة جاذبيتها لجذب الأجرام المدارية -مثل الكواكب والمذنبات والكويكبات بسبب فقدان كتلتها- وستتوسع مدارات جميع الكواكب المتبقية، وإذا كانت الزهرة والأرض والمريخ لا تزال موجودةً فإن مداراتها ستقع تقريبًا على بُعد 1.4 وحدة فلكية (210,000,000 كـم)، و‌1.9 وحدة فلكية (280,000,000 كـم)، و‌2.8 وحدة فلكية (420,000,000 كـم) على التوالي، وستصبح هي والكواكب الأخرى المتبقية هياكل مظلمة ومتجمدة وخالية تمامًا من أي شكل من أشكال الحياة. ستستمر هذه الأجرام في الدوران حول نجمها، وتتباطأ سرعتها بسبب تزايد المسافة الفاصلة بينها وبين الشمس بفعل انخفاض جاذبية الشمس. وبعد ملياري سنةٍ عندما تبرد الشمس إلى حد 6000-8000 كلفن، سيتجمد الكربون والأكسجين في نواة الشمس، ليصبح أكثر من 90% من كتلتها المتبقية ذات بنية بلورية، وفي النهاية بعد حوالي واحد كوادريليون سنة، ستتوقف الشمس أخيرًا عن التألق تمامًا لتصبح قزمًا أسود.

## التفاعل المجري

أذرعة المجرة، وذراع الجبار هو القوس القصير برتقالي اللون، وتقع عليه المجموعة الشمسية (أصفر)، متفرعًا من ذراع رامي القوس، إلا أن بعض العلماء يراه جزءًا من ذراع حامل رأس الغول.

تسافر المجموعة الشمسية بمفردها عبر مجرة درب التبانة في مدار دائري يبعد حوالي 30,000 سنة ضوئية من مركز المجرة، وتبلغ سرعتها حوالي 220 كم/ثانية، ولِكي تُكمل المجموعة الشمسيّة دورةً واحدةً حول مركز المجرة تحتاج إلى سنةٍ مجرّيّةٍ -وهي تتراوح بين 220-250 مليون سنةٍ أرضيةٍ- وقد أكملت المجموعة الشمسية منذ تكوينها ما لا يقل عن 20 دورةً من هذا القبيل.
تكهن العديد من العلماء بأن مسار المجموعة الشمسية عبر المجرة هو عامل في دورية الانقراضات الجماعية التي لوحظت في السجل الأحفوري للأرض، وتقترح إحدى الفرضيات أن التذبذبات الرأسية التي تحدثها الشمس أثناء دورانها حول مركز المجرة تجعلها تمر بانتظام عبر المستوى المجري. عندما يخرجها مدار الشمس خارج قرص المجرة، يكون تأثير المد المجرّي أضعف، لأنها تدخل قرص المجرة مرة أخرى، كما يحدث كل 20-25 مليون سنة، وتقع تحت تأثير «المد القرصي» الأقوى بكثير والذي -وفقًا للنماذج الرياضية- يزيد من تدفق مذنبات سحابة أورط إلى المجموعة الشمسية بمعامل 4، مما يؤدي إلى زيادة هائلة في احتمالية حدوث تأثير مدمر.
ومع ذلك يجادل آخرون بأن الشمس قريبة حاليًا من مستوى المجرة، ومع ذلك حدث الانقراض العظيم الأخير قبل 15 مليون سنة. لذلك لا يمكن للوضع الرأسي للشمس أن يفسر بمفرده مثل هذه الانقراضات الدورية، وأن الانقراضات تحدث بدلًا من ذلك عندما تمر الشمس عبر الأذرع الحلزونية للمجرة. الأذرع الحلزونية ليست موطنًا لأعدادٍ أكبرَ من السحب الجزيئية فقط، التي قد تؤدي جاذبيتها إلى تشويه سحابة أورط، ولكن أيضًا لتركيزاتٍ أعلى من النجوم المُسماة بالعمالقة الزرقاء الساطعة، التي تعيش لفتراتٍ قصيرةٍ نسبيًا ثم تنفجر بعنفٍ على شكل مستعرات عظمى.

### تصادم المجرة واضطراب الكواكب

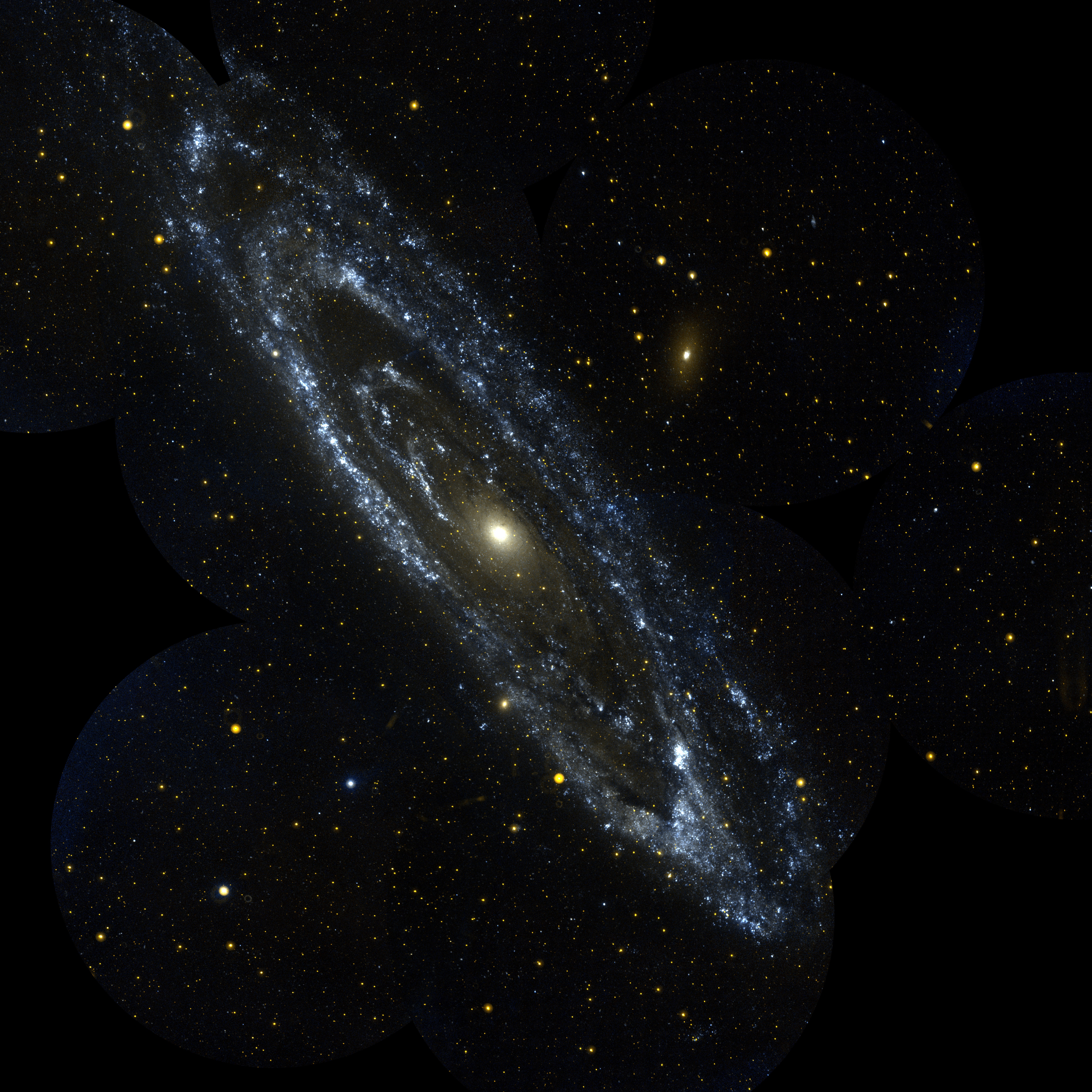
مجرة أندروميدا أو المرأة المسلسلة، النواة في الوسط والأذرع الحلزونية تشكل قرصًا، وتُرى تجمعات نجمية كروية حول القرص.

على الرغم من أن الغالبية العظمى من المجرات في الكون تبتعد عن درب التبانة، إلا إن مجرة أندروميدا -أكبر عضوٍ في المجموعة المحلية من المجرات- تتجه نحوها بسرعة حوالي 120 كم/ثانية، وفي غضون 4 مليارات سنةٍ ستصطدم «أندروميدا» بمجرتنا «درب التبانة»، مما يتسبب في تشوه كليهما حيث ستعمل القوى المدّية على تشويه أذرعهما الخارجية لتصير ذيولًا مدية واسعة. إذا ما حدث هذا الاضطراب الأولي فإن علماء الفلك يطرحون احتمالية نسبتها 12% أن تُسحب المجموعة الشمسية إلى الخارج نحو الذيل المدّي لمجرة درب التبانة، واحتمالية 3% أن تصبح المجموعة الشمسية مرتبطة بفعل الجاذبية بمجرة أندروميدا أي ستصبح جزءًا منها، وبعد سلسلة أخرى من الضربات الخاطفة، والتي ترتفع خلالها احتمالية أن تُقذف المجموعة الشمسية خارجًا إلى 30%، ستندمج الثقوب السوداء الفائقة الخاصة بالمجرات. في النهاية وفي غضون 6 مليارات سنةٍ تقريبًا ستكمل مجرة درب التبانة وأندروميدا اندماجهما لتصبحا مجرة إهليلجية عملاقة. أثناء هذا الاندماج -وإذا كان هناك ما يكفي من الغاز- فإن الجاذبية المتزايدة ستجبر الغاز على الانتقال إلى مركز المجرة الإهليلجية المتكونة، وربما يؤدي هذا إلى تكوين نجم مكثف يسمى الانفجار النجمي لفترة قصيرة، بالإضافة إلى ذلك سيغذي الغازُ المتساقطُ الثقبَ الأسودَ المتشكل حديثًا، ويحوله إلى نواةٍ مجرّيةٍ نشطةٍ، ومن المحتمل أن تدفع قوة هذه التفاعلات المجموعة الشمسية إلى الهالة الخارجية للمجرة الجديدة، مما يحافظ عليها نسبيًا من الإشعاع الناتج عن هذه الاصطدامات.
من المفاهيم الخاطئة الشائعة أن هذا الاصطدام سيسبب اضطرابًا في مدارات الكواكب في المجموعة الشمسية. على الرغم من صحة أن جاذبية النجوم العابرة يمكن أن تفصل الكواكب لتنطلق إلى الفضاء بين النجمي، فإن المسافات بين النجوم كبيرة جدًا ما يعزز من ضآلة احتمال حدوث مثل هذا الاضطراب لأي نظامٍ نجميٍّ فرديٍّ بسبب الاصطدام بين مجرتي درب التبانة وأندروميدا. وعلى الرغم من أن المجموعة الشمسية ككل يمكن أن تتأثر بهذه الأحداث، إلا أنه من غير المتوقع أن تتعرض الشمس والكواكب للاضطراب.
ومع ذلك وبمرور الوقت ستزداد الاحتمالية التراكمية لحدوث اصطدامٍ بنجمٍ ما، ويغدو -عندئذٍ- اضطراب الكواكب أمرًا لا مفر منه. وبافتراض عدم حدوث سيناريوهات الانسحاق العظيم أو التمزق الأعظم لنهاية الكون، فإن الحسابات تشير إلى أن جاذبية النجوم العابرة ستجرد الشمس الميّتة تمامًا من كواكبها المتبقية في غضون 1 كوادريليون (10 15) سنة. وستُعلن هذه المرحلة نهاية المجموعة الشمسية، إذ على الرغم من إمكانية بقاء الشمس والكواكب، فإن المجموعة الشمسية ستُمحى من الوجود على كل حال.

## التسلسل الزمني
حُدد الإطار الزمني لتشكل المجموعة الشمسية باستخدام التأريخ الإشعاعي. ويُقدر العلماء أن عُمر المجموعة الشمسية هو 4.6 مليار سنة، يبلغ عمر أقدم حبيبات معدنية معروفة على وجه الأرض حوالي 4.4 مليار سنة. ويندر العثور على صخور بمثل هذه الأصالة، إذ يُعاد تشكيل سطح الأرض باستمرار عن طريق التعرية و‌البراكين و‌الصفائح التكتونية. ولتقدير عمر المجموعة الشمسية يستخدم العلماء النيازك التي تكونت خلال التكثيف المبكر للسديم الشمسي. تكاد تكون جميع النيازك التي عُثر عليها بعمر 4.6 مليارات سنة، مما يشير إلى أن المجموعة الشمسية لا بد أنها بمثل هذا العمر على الأقل.
علاوة على ذلك ساهمت الدراسات التي أُجريت حول الأقراص المحيطة بالنجوم الأخرى بالكثير لإنشاء إطار زمني يوضح تكون المجموعة الشمسية. تحتوي النجوم التي يتراوح عمرها بين مليون و3 ملايين سنة على أقراص غنية بالغاز، في حين أن الأقراص المحيطة بالنجوم التي يزيد عمرها على 10 ملايين سنة إما أنها لا تحتوي على غاز وإما أنها تحتوي على القليل منه، مما يشير إلى أن الكواكب العملاقة بداخلها قد توقفت عن التكوُّن.

### الجدول الزمني لتطور المجموعة الشمسية
مُلاحظة: التواريخ والأوقات في هذا التسلسل الزمني تقريبية ويلزم اعتبارها مؤشرًا ذا قيمة أسية فقط.
| مرحلة                | الزمن من بعد تشكل الشمس                   | الزمن من الوقت الحاضر (تقريبي) | الحدث |
| -------------------- | ----------------------------------------- | ------------------------------ | --- |
| السديم الشمسي الأولي | مليارات السنين قبل تكوين المجموعة الشمسية | أكثر من 4.6 ب.س                | كانت تعيش الأجيال السابقة من النجوم، ثم ماتت لتضخ عناصر ثقيلة في الوسط بين النجمي الذي تشكلت منه المجموعة الشمسية. |
| السديم الشمسي الأولي | ~ 50 مليون سنة قبل تكوين المجموعة الشمسية | 4.6 ب.س                        | بفرض أن المجموعة الشمسية تشكلت في منطقة تشكُّل نجوم شبيهة بسديم الجبار، من المتوقع أن النجوم الأكثر ضخامة تشكلت وعاشت حياتها وماتت وانفجرت في مستعر أعظم. ومن المحتمل أن أحد هذه المستعرات الأعظمية، المُسمى بالمستعر الأعظم البدائي، أدى إلى تكوين المجموعة الشمسية. |
| تكوين الشمس          | 0-100000 سنة                              | 4.6 ب.س                        | تشكَّل السديم الشمسي الأولي، وبدأ في الانهيار. وبدأت الشمس في التكوُّن. |
| تكوين الشمس          | 100،000 - 50 مليون سنة                    | 4.6 ب.س                        | تكونت الشمس في شكل نجم أولي من نوع نجم تي الثور. |
| تكوين الشمس          | 100،000 - 10 مليون سنة                    | 4.6 ب.س                        | بحلول 10 ملايين سنة، انفجر الغاز الموجود في القرص الكوكبي الأولي، ومن المحتمل أن يكون تكوين الكوكب الخارجي قد اكتمل. |
| تكوين الشمس          | 10 مليون - 100 مليون سنة                  | 4.5 - 4.6 ب.س                  | تشكلت الكواكب الأرضية والقمر. وحدثت اصطدامات عملاقة. ووصلت المياه إلى الأرض. |
| النسق الأساسي        | 50 مليون سنة                              | 4.5 ب.س                        | أصبحت الشمس نجمة النسق الأساسي. |
| النسق الأساسي        | 200 مليون سنة                             | 4.4 ب.س                        | تشكلت أقدم الصخور المعروفة على الأرض. |
| النسق الأساسي        | 500 - 600 مليون سنة                       | 4.0–4.1 ب.س                    | أدى الرنين في مداري المشتري وزحل إلى تحريك نبتون ليخرج إلى حزام كايبر. حدث القصف الشديد المتأخر في المجموعة الشمسية الداخلية. |
| النسق الأساسي        | 800 مليون سنة                             | 3.8 ب.س                        | نشأت أقدم حياة معروفة على وجه الأرض. وصلت سحابة أورط إلى الكتلة القصوى. |
| النسق الأساسي        | 4.6 مليار سنة                             | اليوم                          | الشمس لا تزال نجمة النسق الأساسي. |
| النسق الأساسي        | 6 مليارات سنة                             | 1.4 مليار سنة في المستقبل      | تتحرك المنطقة الصالحة للسكن للشمس خارج مدار الأرض، وربما تنتقل إلى مدار المريخ. |
| النسق الأساسي        | 7 مليارات سنة                             | 2.4 مليار سنة في المستقبل      | تبدأ مجرة درب التبانة ومجرة أندروميدا في الاصطدام. وهُناك احتمالية ضئيلة أن تلتقط أندروميدا المجموعة الشمسية قبل أن تندمج المجرتان تمامًا. |
| ما بعد النسق الأساسي | 10 مليارات - 12 مليار سنة                 | 5-7 مليار سنة في المستقبل      | تدمج الشمس كل الهيدروجين الموجود في النواة وتبدأ في حرق الهيدروجين الموجود في الغلاف المحيط بالنواة، وبالتالي تنتهي حياة النسق الأساسي، ثم تبدأ الشمس في الصعود إلى الفرع الأحمر العملاق من مخطط هرتزبرنغ-راسل، وتزداد بشكل كبير في السطوع (بمعامل يصل إلى 2,700)، والحجم (بمعامل يصل إلى 250 في نصف القطر)، والبرودة (تنخفض إلى 2600 كلفن): تصبح الشمس الآن عملاقًا أحمر يبتلع عطارد والزهرة وربما الأرض، وخلال هذا الوقت قد يصبح قمر زحل تيتان صالحًا للسكن. |
| ما بعد النسق الأساسي | ~ 12 مليار سنة                            | ~ 7 مليارات سنة في المستقبل    | تمر الشمس عبر مرحلتي الفرع الأفقي وفرع العملاق المقارب اللتين تحرق فيهما الهيليوم، مما يفقدها ما يقرب من 30% من كتلتها في جميع مراحل ما بعد النسق الأساسي. تنتهي مرحلة الفرع العملاق المقارب بقذف طبقات الشمس الخارجية في صورة سديم كوكبي، وستبقى النواة الكثيفة للشمس في صورة قزم أبيض. |
| بقايا الشمس          | ~ 1 كوادريليون سنة (10 15 سنة)            | ~ 1 كوادريليون سنة في المستقبل | تبرد الشمس إلى 5 كلفن. ستنفصل الكواكب عن المدارات بفعل جاذبية النجوم العابرة، وستُمحى المجموعة الشمسية عن الوجود. |

### فهرس المراجع
1. ↑  Audrey Bouvier؛ Meenakshi Wadhwa (2010). "The age of the solar system redefined by the oldest Pb-Pb age of a meteoritic inclusion". Nature Geoscience. ج. 3 ع. 9: 637–641. Bibcode:2010NatGe...3..637B. DOI:10.1038/NGEO941.
2. ↑  Gomes, R.؛ Levison, Harold F.؛ Tsiganis, K.؛ Morbidelli, Alessandro (2005). "Origin of the cataclysmic Late Heavy Bombardment period of the terrestrial planets". Nature. ج. 435 ع. 7041: 466–9. Bibcode:2005Natur.435..466G. DOI:10.1038/nature03676. PMID:15917802.
3. ↑  Freeman Dyson (يوليو 1979). "Time Without End: Physics and Biology in an open universe". Reviews of Modern Physics. Institute for Advanced Study, Princeton New Jersey. ج. 51 ع. 3: 447–460. Bibcode:1979RvMP...51..447D. DOI:10.1103/RevModPhys.51.447.
4. ↑  "Solar system". Merriam Webster Online Dictionary. 2008. مؤرشف من الأصل في 2021-06-28. اطلع عليه بتاريخ 2008-04-15.
5. ↑  Michael Mark Woolfson (1984). "Rotation in the Solar System". Philosophical Transactions of the Royal Society. ج. 313 ع. 1524: 5–18. Bibcode:1984RSPTA.313....5W. DOI:10.1098/rsta.1984.0078. S2CID:120193937.
6. ↑  Nigel Henbest (1991). "Birth of the planets: The Earth and its fellow planets may be survivors from a time when planets ricocheted around the Sun like ball bearings on a pinball table". New Scientist. مؤرشف من الأصل في 2020-07-25. اطلع عليه بتاريخ 2008-04-18.
7. ↑  David Whitehouse (2005). The Sun: A Biography. John Wiley and Sons. ISBN:978-0-470-09297-2. مؤرشف من الأصل في 2022-06-04.
8. 1 2  Simon Mitton (2005). "Origin of the Chemical Elements". Fred Hoyle: A Life in Science. Aurum. ص. 197–222. ISBN:978-1-85410-961-3. مؤرشف من الأصل في 2022-03-17.
9. 1 2 3 4  Thierry Montmerle؛ Jean-Charles Augereau؛ Marc Chaussidon (2006). "Solar System Formation and Early Evolution: the First 100 Million Years". Earth, Moon, and Planets. Springer. ج. 98 ع. 1–4: 39–95. Bibcode:2006EM&P...98...39M. DOI:10.1007/s11038-006-9087-5. S2CID:120504344.
10. ↑  Cox، Arthur N.، المحرر (2000). Allen's Astrophysical Quantities (ط. 4th). New York: AIP Press / Springer. Bibcode:2000asqu.book.....C. ISBN:0387987460. مؤرشف من الأصل في 2022-07-16.
11. ↑  Binney، James؛ Tremaine، Scott (2008). Galactic Dynamics (ط. 2nd). Princeton, NJ: Princeton University Press. Bibcode:2008gady.book.....B. ISBN:978-0-691-13026-2.
12. 1 2 3 4 5  Ann Zabludoff (Spring 2003). "Lecture 13: The Nebular Theory of the origin of the Solar System". مؤرشف من الأصل في 2012-07-10. اطلع عليه بتاريخ 2006-12-27.
13. ↑  J. J. Rawal (1986). "Further Considerations on Contracting Solar Nebula". Springer Netherlands. Nehru Planetarium, Bombay India. ج. 34 ع. 1: 93–100. Bibcode:1986EM&P...34...93R. DOI:10.1007/BF00054038.
14. ↑  W. M. Irvine (1983). "The chemical composition of the pre-solar nebula". في T. I. Gombosi (المحرر). Cometary Exploration. ج. 1. ص. 3–12. Bibcode:1983coex....1....3I.
15. ↑  Zeilik & Gregory 1998.
16. 1 2  Charles H. Lineweaver (2001). "An Estimate of the Age Distribution of Terrestrial Planets in the Universe: Quantifying Metallicity as a Selection Effect". Icarus. ج. 151 ع. 2: 307–313. arXiv:astro-ph/0012399. Bibcode:2001Icar..151..307L. DOI:10.1006/icar.2001.6607. S2CID:14077895.
17. ↑  Audrey Bouvier؛ Meenakshi Wadhwa (2010). "The age of the solar system redefined by the oldest Pb-Pb age of a meteoritic inclusion". Nature Geoscience. ج. 3 ع. 9: 637–641. Bibcode:2010NatGe...3..637B. DOI:10.1038/NGEO941.
18. ↑  Williams، J. (2010). "The astrophysical environment of the solar birthplace". Contemporary Physics. ج. 51 ع. 5: 381–396. arXiv:1008.2973. Bibcode:2010ConPh..51..381W. DOI:10.1080/00107511003764725. S2CID:118354201.
19. 1 2  J. Jeff Hester؛ Steven J. Desch؛ Kevin R. Healy؛ Laurie A. Leshin (21 مايو 2004). "The Cradle of the Solar System" (PDF). Science. ج. 304 ع. 5674: 1116–1117. Bibcode:2004Sci...304.1116H. DOI:10.1126/science.1096808. PMID:15155936. S2CID:117722734. مؤرشف من الأصل (PDF) في 2020-02-13.
20. ↑  Martin Bizzarro؛ David Ulfbeck؛ Anne Trinquier؛ Kristine Thrane؛ James N. Connelly؛ Bradley S. Meyer (2007). "Evidence for a Late Supernova Injection of 60Fe into the Protoplanetary Disk". Science. ج. 316 ع. 5828: 1178–1181. Bibcode:2007Sci...316.1178B. DOI:10.1126/science.1141040. PMID:17525336. S2CID:19242845.
21. ↑  Morgan Kelly. "Slow-Moving Rocks Better Odds That Life Crashed to Earth from Space". News at Princeton. مؤرشف من الأصل في 2020-12-21. اطلع عليه بتاريخ 2012-09-24.
22. ↑  Simon F. Portegies Zwart (2009). "The Lost Siblings of the Sun". Astrophysical Journal. ج. 696 ع. L13–L16: L13–L16. arXiv:0903.0237. Bibcode:2009ApJ...696L..13P. DOI:10.1088/0004-637X/696/1/L13. S2CID:17168366.
23. ↑  Nathan A. Kaib؛ Thomas Quinn (2008). "The formation of the Oort cloud in open cluster environments". Icarus. ج. 197 ع. 1: 221–238. arXiv:0707.4515. Bibcode:2008Icar..197..221K. DOI:10.1016/j.icarus.2008.03.020. S2CID:14342946.
24. ↑  Jane S. Greaves (2005). "Disks Around Stars and the Growth of Planetary Systems". Science. ج. 307 ع. 5706: 68–71. Bibcode:2005Sci...307...68G. DOI:10.1126/science.1101979. PMID:15637266. S2CID:27720602.
25. ↑  Caffe, M. W.؛ Hohenberg, C. M.؛ Swindle, T. D.؛ Goswami, J. N. (1 فبراير 1987). "Evidence in meteorites for an active early sun". Astrophysical Journal Letters. ج. 313: L31–L35. Bibcode:1987ApJ...313L..31C. DOI:10.1086/184826. hdl:2060/19850018239.
26. ↑  M. Momose؛ Y. Kitamura؛ S. Yokogawa؛ R. Kawabe؛ M. Tamura؛ S. Ida (2003). "Investigation of the Physical Properties of Protoplanetary Disks around T Tauri Stars by a High-resolution Imaging Survey at lambda = 2 mm". في Ikeuchi, S.؛ Hearnshaw, J.؛ Hanawa, T. (المحررون). The Proceedings of the IAU 8th Asian-Pacific Regional Meeting, Volume I. The Proceedings of the IAU 8Th Asian-Pacific Regional Meeting. Astronomical Society of the Pacific Conference Series. ج. 289. ص. 85. Bibcode:2003ASPC..289...85M.
27. ↑  Deborah L. Padgett؛ Wolfgang Brandner؛ Karl R. Stapelfeldt؛ وآخرون (مارس 1999). "Hubble Space Telescope/NICMOS Imaging of Disks and Envelopes around Very Young Stars". The Astronomical Journal. ج. 117 ع. 3: 1490–1504. arXiv:astro-ph/9902101. Bibcode:1999AJ....117.1490P. DOI:10.1086/300781. S2CID:16498360.
28. ↑  M. Küker؛ T. Henning؛ G. Rüdiger (2003). "Magnetic Star-Disk Coupling in Classical T Tauri Systems" (PDF). Astrophysical Journal. ج. 589 ع. 1: 397–409. Bibcode:2003ApJ...589..397K. DOI:10.1086/374408. S2CID:54039084. مؤرشف من الأصل (PDF) في 2020-04-12.
29. ↑  Sukyoung Yi؛ Pierre Demarque؛ Yong-Cheol Kim؛ Young-Wook Lee؛ Chang H. Ree؛ Thibault Lejeune؛ Sydney Barnes (2001). "Toward Better Age Estimates for Stellar Populations: The {\displaystyle Y^{2}} Isochrones for Solar Mixture". Astrophysical Journal Supplement. ج. 136 ع. 2: 417–437. arXiv:astro-ph/0104292. Bibcode:2001ApJS..136..417Y. DOI:10.1086/321795. S2CID:118940644.
30. ↑  Zeilik & Gregory 1998
31. ↑  A. P. Boss؛ R. H. Durisen (2005). "Chondrule-forming Shock Fronts in the Solar Nebula: A Possible Unified Scenario for Planet and Chondrite Formation". The Astrophysical Journal. ج. 621 ع. 2: L137–L140. arXiv:astro-ph/0501592. Bibcode:2005ApJ...621L.137B. DOI:10.1086/429160. S2CID:15244154.
32. ↑  P. Goldreich؛ W. R. Ward (1973). "The Formation of Planetesimals". Astrophysical Journal. ج. 183: 1051. Bibcode:1973ApJ...183.1051G. DOI:10.1086/152291.
33. 1 2 3 4 5 6  Douglas N. C. Lin (مايو 2008). "The Genesis of Planets". Scientific American. ج. 298 ع. 5: 50–59. Bibcode:2008SciAm.298e..50C. DOI:10.1038/scientificamerican0508-50. PMID:18444325. مؤرشف من الأصل (fee required) في 2020-08-16.
34. ↑  D'Angelo، G.؛ Lubow, S. H. (2010). "Three-dimensional Disk-Planet Torques in a Locally Isothermal Disk". The Astrophysical Journal. ج. 724 ع. 1: 730–747. arXiv:1009.4148. Bibcode:2010ApJ...724..730D. DOI:10.1088/0004-637X/724/1/730. S2CID:119204765.
35. ↑  Lubow، S. H.؛ Ida, S. (2011). "Planet Migration". في S. Seager. (المحرر). Exoplanets. University of Arizona Press, Tucson, AZ. ص. 347–371. arXiv:1004.4137. Bibcode:2011exop.book..347L.
36. ↑  Staff (12 يناير 2010). "How Earth Survived Birth". Astrobiology Magazine. مؤرشف من الأصل في 2020-07-15. اطلع عليه بتاريخ 2010-02-04.
37. ↑  Ayliffe، B.؛ Bate, M. R. (2009). "Gas accretion on to planetary cores: three-dimensional self-gravitating radiation hydrodynamical calculations". Monthly Notices of the Royal Astronomical Society. ج. 393 ع. 1: 49–64. arXiv:0811.1259. Bibcode:2009MNRAS.393...49A. DOI:10.1111/j.1365-2966.2008.14184.x.
38. ↑  D'Angelo، G.؛ Bodenheimer, P. (2013). "Three-dimensional Radiation-hydrodynamics Calculations of the Envelopes of Young Planets Embedded in Protoplanetary Disks". The Astrophysical Journal. ج. 778 ع. 1: 77 (29 pp.). arXiv:1310.2211. Bibcode:2013ApJ...778...77D. DOI:10.1088/0004-637X/778/1/77.
39. ↑  Lissauer، J. J.؛ Hubickyj, O.؛ D'Angelo, G.؛ Bodenheimer, P. (2009). "Models of Jupiter's growth incorporating thermal and hydrodynamic constraints". Icarus. ج. 199 ع. 2: 338–350. arXiv:0810.5186. Bibcode:2009Icar..199..338L. DOI:10.1016/j.icarus.2008.10.004.
40. ↑  Douglas N. C. Lin (مايو 2008). "The Genesis of Planets". Scientific American. ج. 298 ع. 5: 50–59. Bibcode:2008SciAm.298e..50C. DOI:10.1038/scientificamerican0508-50. PMID:18444325. مؤرشف من الأصل (fee required) في 2008-11-19.
41. ↑  D'Angelo، Gennaro؛ Durisen، Richard H.؛ Lissauer، Jack J. (ديسمبر 2010). "Giant Planet Formation". في Seager، Sara (المحرر). Exoplanets. University of Arizona Press. ص. 319–346. arXiv:1006.5486. Bibcode:2010exop.book..319D. ISBN:978-0-8165-2945-2. مؤرشف من الأصل في 2022-03-02.
42. 1 2 3  Thommes, E. W.؛ Duncan, M. J.؛ Levison, Harold F. (2002). "The Formation of Uranus and Neptune among Jupiter and Saturn". Astronomical Journal. ج. 123 ع. 5: 2862–2883. arXiv:astro-ph/0111290. Bibcode:2002AJ....123.2862T. DOI:10.1086/339975.
43. 1 2 3 4  Levison، Harold F.؛ Morbidelli، Alessandro؛ Van Laerhoven، Christa؛ وآخرون (2007). "Origin of the Structure of the Kuiper Belt during a Dynamical Instability in the Orbits of Uranus and Neptune". Icarus. ج. 196 ع. 1: 258–273. arXiv:0712.0553. Bibcode:2008Icar..196..258L. DOI:10.1016/j.icarus.2007.11.035.
44. ↑  Emily Lakdawalla (2006). "Stardust Results in a Nutshell: The Solar Nebula was Like a Blender". The Planetary Society. مؤرشف من الأصل في 2020-07-15. اطلع عليه بتاريخ 2007-01-02.
45. ↑  B. G. Elmegreen (1979). "On the disruption of a protoplanetary disc nebula by a T Tauri like solar wind". Astronomy & Astrophysics. ج. 80 ع. 1: 77. Bibcode:1979A&A....80...77E.
46. ↑  Heng Hao (24 نوفمبر 2004). "Disc-Protoplanet interactions" (PDF). Harvard University. مؤرشف من الأصل (PDF) في 2006-09-07. اطلع عليه بتاريخ 2006-11-19.
47. ↑  Mike Brown. "Dysnomia, the moon of Eris". Personal web site. مؤرشف من الأصل في 2020-09-01. اطلع عليه بتاريخ 2008-02-01.
48. 1 2 3  Petit، Jean-Marc؛ Morbidelli، Alessandro (2001). "The Primordial Excitation and Clearing of the Asteroid Belt" (PDF). Icarus. ج. 153 ع. 2: 338–347. Bibcode:2001Icar..153..338P. DOI:10.1006/icar.2001.6702. مؤرشف من الأصل (PDF) في 2020-09-02.
49. 1 2  Junko Kominami؛ Shigeru Ida (2001). "The Effect of Tidal Interaction with a Gas Disk on Formation of Terrestrial Planets". Icarus. Department of Earth and Planetary Sciences, Tokyo Institute of Technology, Ookayama, Meguro-ku, Tokyo, Department of Earth and Planetary Sciences, Tokyo Institute of Technology, Ookayama, Meguro-ku, Tokyo. ج. 157 ع. 1: 43–56. Bibcode:2002Icar..157...43K. DOI:10.1006/icar.2001.6811.
50. ↑  Dr. James Schombert (2004). "Primary Atmospheres (Astronomy 121: Lecture 14 Terrestrial Planet Atmospheres)". Department of Physics University of Oregon. مؤرشف من الأصل في 2018-01-20. اطلع عليه بتاريخ 2009-12-22. {{استشهاد ويب}}: روابط خارجية في |مؤلف= (مساعدة)؛Course materials on "mass-radius relationships" in planetary formation. ؛Khan، Amina (4 نوفمبر 2013). "Milky Way may host billions of Earth-size planets". لوس أنجلوس تايمز. مؤرشف من الأصل في 2014-02-05. اطلع عليه بتاريخ 2013-11-05.؛Douglas N. C. Lin (مايو 2008). "The Genesis of Planets". Scientific American. ج. 298 ع. 5: 50–59. Bibcode:2008SciAm.298e..50C. DOI:10.1038/scientificamerican0508-50. PMID:18444325. مؤرشف من الأصل (fee required) في 2008-11-19.
51. ↑  Sean C. Solomon (2003). "Mercury: the enigmatic innermost planet". Earth and Planetary Science Letters. ج. 216 ع. 4: 441–455. Bibcode:2003E&PSL.216..441S. DOI:10.1016/S0012-821X(03)00546-6.
52. ↑  Peter Goldreich؛ Yoram Lithwick؛ Re'em Sari (10 أكتوبر 2004). "Final Stages of Planet Formation". The Astrophysical Journal. ج. 614 ع. 1: 497–507. arXiv:astro-ph/0404240. Bibcode:2004ApJ...614..497G. DOI:10.1086/423612.
53. 1 2 3  Bottke, William F.؛ Durda, Daniel D.؛ Nesvorny, David؛ وآخرون (2005). "Linking the collisional history of the main asteroid belt to its dynamical excitation and depletion" (PDF). Icarus. ج. 179 ع. 1: 63–94. Bibcode:2005Icar..179...63B. DOI:10.1016/j.icarus.2005.05.017. مؤرشف من الأصل (PDF) في 2020-08-16.
54. ↑  R. Edgar؛ P. Artymowicz (2004). "Pumping of a Planetesimal Disc by a Rapidly Migrating Planet" (PDF). Monthly Notices of the Royal Astronomical Society. ج. 354 ع. 3: 769–772. arXiv:astro-ph/0409017. Bibcode:2004MNRAS.354..769E. DOI:10.1111/j.1365-2966.2004.08238.x. مؤرشف من الأصل (PDF) في 2020-09-11. اطلع عليه بتاريخ 2008-05-12.
55. 1 2 3  O'Brien, David؛ Morbidelli, Alessandro؛ Bottke, William F. (2007). "The primordial excitation and clearing of the asteroid belt—Revisited" (PDF). Icarus. ج. 191 ع. 2: 434–452. Bibcode:2007Icar..191..434O. DOI:10.1016/j.icarus.2007.05.005. مؤرشف من الأصل (PDF) في 2020-08-16.
56. ↑  Beatty، Kelly. "Our "New, Improved" Solar System". Sky & Telescope. مؤرشف من الأصل في 2019-07-09. اطلع عليه بتاريخ 2015-11-04.
57. 1 2  Sean N. Raymond؛ Thomas Quinn؛ Jonathan I. Lunine (2007). "High-resolution simulations of the final assembly of Earth-like planets 2: water delivery and planetary habitability". Astrobiology. ج. 7 ع. 1: 66–84. arXiv:astro-ph/0510285. Bibcode:2007AsBio...7...66R. DOI:10.1089/ast.2006.06-0126. PMID:17407404.
58. ↑  Susan Watanabe (20 يوليو 2001). "Mysteries of the Solar Nebula". NASA. مؤرشف من الأصل في 2012-08-24. اطلع عليه بتاريخ 2007-04-02.
59. ↑  Choi، Charles Q. "Jupiter's 'Smashing' Migration May Explain Our Oddball Solar System". Space.com. مؤرشف من الأصل في 2019-10-02. اطلع عليه بتاريخ 2015-11-04.؛Zubritsky، Elizabeth. "Jupiter's Youthful Travels Redefined Solar System". ناسا. مؤرشف من الأصل في 2017-03-01. اطلع عليه بتاريخ 2015-11-04.؛R. Edgar؛ P. Artymowicz (2004). "Pumping of a Planetesimal Disc by a Rapidly Migrating Planet" (PDF). Monthly Notices of the Royal Astronomical Society. ج. 354 ع. 3: 769–772. arXiv:astro-ph/0409017. Bibcode:2004MNRAS.354..769E. DOI:10.1111/j.1365-2966.2004.08238.x. مؤرشف من الأصل (PDF) في 2020-12-18. اطلع عليه بتاريخ 2008-05-12.؛Bottke, William F.؛ Durda, Daniel D.؛ Nesvorny, David؛ وآخرون (2005). "Linking the collisional history of the main asteroid belt to its dynamical excitation and depletion" (PDF). Icarus. ج. 179 ع. 1: 63–94. Bibcode:2005Icar..179...63B. DOI:10.1016/j.icarus.2005.05.017. مؤرشف من الأصل (PDF) في 2021-02-04.؛Sean N. Raymond؛ Thomas Quinn؛ Jonathan I. Lunine (2007). "High-resolution simulations of the final assembly of Earth-like planets 2: water delivery and planetary habitability". Astrobiology. ج. 7 ع. 1: 66–84. arXiv:astro-ph/0510285. Bibcode:2007AsBio...7...66R. DOI:10.1089/ast.2006.06-0126. PMID:17407404.؛Susan Watanabe (20 يوليو 2001). "Mysteries of the Solar Nebula". NASA. مؤرشف من الأصل في 2021-01-04. اطلع عليه بتاريخ 2007-04-02.
60. ↑  Georgij A. Krasinsky؛ Elena V. Pitjeva؛ M. V. Vasilyev؛ E. I. Yagudina (يوليو 2002). "Hidden Mass in the Asteroid Belt". Icarus. ج. 158 ع. 1: 98–105. Bibcode:2002Icar..158...98K. DOI:10.1006/icar.2002.6837.
61. ↑  Henry H. Hsieh؛ David Jewitt (23 مارس 2006). "A Population of Comets in the Main Asteroid Belt". Science. ج. 312 ع. 5773: 561–563. Bibcode:2006Sci...312..561H. DOI:10.1126/science.1125150. PMID:16556801. مؤرشف من الأصل في 2020-09-08.
62. ↑  Francis Reddy (2006). "New comet class in Earth's backyard". astronomy.com. مؤرشف من الأصل في 2020-08-12. اطلع عليه بتاريخ 2008-04-29.
63. 1 2 3 4  Gomes, R.؛ Levison, Harold F.؛ Tsiganis, K.؛ Morbidelli, Alessandro (2005). "Origin of the cataclysmic Late Heavy Bombardment period of the terrestrial planets". Nature. ج. 435 ع. 7041: 466–9. Bibcode:2005Natur.435..466G. DOI:10.1038/nature03676. PMID:15917802.
64. ↑  Morbidelli, Alessandro؛ Chambers, J.؛ Lunine, J. I.؛ Petit, Jean-Marc؛ Robert, F.؛ Valsecchi, Giovanni B.؛ Cyr, K. E. (2000). "Source regions and timescales for the delivery of water to the Earth". Meteoritics & Planetary Science. ج. 35 ع. 6: 1309–1320. Bibcode:2000M&PS...35.1309M. DOI:10.1111/j.1945-5100.2000.tb01518.x. ISSN:1086-9379.
65. ↑  Florence Raulin-Cerceau؛ Marie-Christine Maurel؛ Jean Schneider (1998). "From Panspermia to Bioastronomy, the Evolution of the Hypothesis of Universal Life". Origins of Life and Evolution of Biospheres. ج. 28 ع. 4/6: 597–612. DOI:10.1023/A:1006566518046. PMID:11536892.
66. 1 2  G. Jeffrey Taylor (21 أغسطس 2001). "Uranus, Neptune, and the Mountains of the Moon". Planetary Science Research Discoveries. Hawaii Institute of Geophysics & Planetology. مؤرشف من الأصل في 2020-09-01. اطلع عليه بتاريخ 2008-02-01.
67. ↑  Morbidelli، Alessandro (3 فبراير 2008). "Origin and dynamical evolution of comets and their reservoirs". arXiv:astro-ph/0512256. {{استشهاد بأرخايف}}: الوسيط |arxiv= مطلوب (مساعدة)
68. 1 2  
Tsiganis، K.؛ Gomes، R.؛ Morbidelli، A.؛ F. Levison، H. (2005). "Origin of the orbital architecture of the giant planets of the Solar System" (PDF). Nature. ج. 435 ع. 7041: 459–461. Bibcode:2005Natur.435..459T. DOI:10.1038/nature03539. PMID:15917800. مؤرشف من الأصل (PDF) في 2020-09-08.
69. ↑  
R. Gomes؛ H. F. Levison؛ K. Tsiganis؛ A. Morbidelli (2005). "Origin of the cataclysmic Late Heavy Bombardment period of the terrestrial planets". Nature. ج. 435 ع. 7041: 466–9. Bibcode:2005Natur.435..466G. DOI:10.1038/nature03676. PMID:15917802.
70. ↑  R. Malhotra (1995). "The Origin of Pluto's Orbit: Implications for the Solar System Beyond Neptune". Astronomical Journal. ج. 110: 420. arXiv:astro-ph/9504036. Bibcode:1995AJ....110..420M. DOI:10.1086/117532.
71. ↑  M. J. Fogg؛ R. P. Nelson (2007). "On the formation of terrestrial planets in hot-Jupiter systems". Astronomy & Astrophysics. ج. 461 ع. 3: 1195–1208. arXiv:astro-ph/0610314. Bibcode:2007A&A...461.1195F. DOI:10.1051/0004-6361:20066171.
72. ↑  Walsh, K. J.؛ Morbidelli, Alessandro؛ Raymond, S. N.؛ O'Brien, D. P.؛ Mandell, A. M. (2011). "A low mass for Mars from Jupiter's early gas-driven migration". Nature. ج. 475 ع. 7355: 206–209. arXiv:1201.5177. Bibcode:2011Natur.475..206W. DOI:10.1038/nature10201. PMID:21642961.
73. ↑  D'Angelo، G.؛ Marzari, F. (2012). "Outward Migration of Jupiter and Saturn in Evolved Gaseous Disks". The Astrophysical Journal. ج. 757 ع. 1: 50 (23 pp.). arXiv:1207.2737. Bibcode:2012ApJ...757...50D. DOI:10.1088/0004-637X/757/1/50.
74. ↑  Chambers، J. E. (2013). "Late-stage planetary accretion including hit-and-run collisions and fragmentation". Icarus. ج. 224 ع. 1: 43–56. Bibcode:2013Icar..224...43C. DOI:10.1016/j.icarus.2013.02.015.
75. ↑  Izidoro، A.؛ Haghighipour, N.؛ Winter, O. C.؛ Tsuchida, M. (2014). "Terrestrial Planet Formation in a Protoplanetary Disk with a Local Mass Depletion: A Successful Scenario for the Formation of Mars". The Astrophysical Journal. ج. 782 ع. 1: 31, (20 pp.). arXiv:1312.3959. Bibcode:2014ApJ...782...31I. DOI:10.1088/0004-637X/782/1/31.
76. ↑  Fischer، R. A.؛ Ciesla, F. J. (2014). "Dynamics of the terrestrial planets from a large number of N-body simulations". Earth and Planetary Science Letters. ج. 392: 28–38. Bibcode:2014E&PSL.392...28F. DOI:10.1016/j.epsl.2014.02.011.
77. ↑  Kathryn Hansen (2005). "Orbital shuffle for early solar system". Geotimes. مؤرشف من الأصل في 2020-09-02. اطلع عليه بتاريخ 2006-06-22.
78. ↑  "Chronology of Planetary surfaces". NASA History Division. مؤرشف من الأصل في 2020-08-21. اطلع عليه بتاريخ 2008-03-13.
79. ↑  "UCLA scientists strengthen case for life more than 3.8 billion years ago" (Press release). University of California-Los Angeles. 21 يوليو 2006. مؤرشف من الأصل في 2021-07-15. اطلع عليه بتاريخ 2008-04-29.
80. ↑  Clark R. Chapman (1996). "The Risk to Civilization From Extraterrestrial Objects and Implications of the Shoemaker-Levy 9 Comet Crash" (PDF). Abhandlungen der Geologischen Bundeanstalt, Wien. ج. 53: 51–54. ISSN:0016-7800. مؤرشف من الأصل (PDF) في 2008-09-10. اطلع عليه بتاريخ 2008-05-06.
81. 1 2  Craig B. Agnor؛ Hamilton P. Douglas (2006). "Neptune's capture of its moon Triton in a binary-planet gravitational encounter" (PDF). Nature. ج. 441 ع. 7090: 192–194. Bibcode:2006Natur.441..192A. DOI:10.1038/nature04792. PMID:16688170. مؤرشف من الأصل (PDF) في 2007-06-21.
82. 1 2  A bot will complete this citation soon. Click here to jump the queue أرخايف:.
83. ↑  Beth E. Clark؛ Robert E. Johnson (1996). "Interplanetary Weathering: Surface Erosion in Outer Space". Eos (journal). ج. 77 ع. 15: 141. Bibcode:1996EOSTr..77Q.141C. DOI:10.1029/96EO00094. مؤرشف من الأصل في 2008-03-06. اطلع عليه بتاريخ 2008-03-13. {{استشهاد بدورية محكمة}}: تجاهل المحلل النص "Eos, Transactions, American Geophysical Union" (مساعدة)
84. ↑  H. Alfvén؛ G. Arrhenius (1976). "The Small Bodies". SP–345 Evolution of the Solar System. NASA. مؤرشف من الأصل في 2020-08-21. اطلع عليه بتاريخ 2007-04-12.
85. ↑  D'Angelo، G.؛ Podolak, M. (2015). "Capture and Evolution of Planetesimals in Circumjovian Disks". The Astrophysical Journal. ج. 806 ع. 1: 29pp. arXiv:1504.04364. Bibcode:2015ApJ...806..203D. DOI:10.1088/0004-637X/806/2/203.
86. ↑  N. Takato؛ S. J. Bus؛ وآخرون (2004). "Detection of a Deep 3-{\displaystyle \mu }m Absorption Feature in the Spectrum of Amalthea (JV)". Science. ج. 306 ع. 5705: 2224–7. Bibcode:2004Sci...306.2224T. DOI:10.1126/science.1105427. PMID:15618511.

انظر أيضًا Fraser Cain (24 ديسمبر 2004). "Jovian Moon Was Probably Captured". Universe Today. مؤرشف من الأصل في 2008-01-30. اطلع عليه بتاريخ 2008-04-03.
87. ↑  Scott S. Sheppard. "The Giant Planet Satellite and Moon Page". Personal web page. مؤرشف من الأصل في 2008-03-11. اطلع عليه بتاريخ 2008-03-13.
88. ↑  Zeilik & Gregory 1998، صفحات 118–120.
89. ↑  D. J. Stevenson (1987). "Origin of the moon – The collision hypothesis" (PDF). Annual Review of Earth and Planetary Sciences. ج. 15 ع. 1: 271–315. Bibcode:1987AREPS..15..271S. DOI:10.1146/annurev.ea.15.050187.001415. مؤرشف من الأصل (PDF) في 2020-09-08.
90. ↑  R. M. Canup؛ E. Asphaug (2001). "Origin of the Moon in a giant impact near the end of the Earth's formation". Nature. ج. 412 ع. 6848: 708–12. Bibcode:2001Natur.412..708C. DOI:10.1038/35089010. PMID:11507633.
91. ↑  G. Jeffrey Taylor (31 ديسمبر 1998). "Origin of the Earth and Moon". Planetary Science Research Discoveries. Hawaii Institute of Geophysics & Planetology. مؤرشف من الأصل في 2020-09-02. اطلع عليه بتاريخ 2007-07-25.
92. ↑  Robin M. Canup (28 يناير 2005). "A Giant Impact Origin of Pluto-Charon" (PDF). Science. ج. 307 ع. 5709: 546–550. Bibcode:2005Sci...307..546C. DOI:10.1126/science.1106818. PMID:15681378. مؤرشف من الأصل (PDF) في 2020-08-06.
93. ↑  Brown، M. E.؛ Ragozzine، D.؛ Stansberry، J.؛ Fraser، W. C. (2010). "The Size, Density, and Formation of the Orcus-Vanth System in the Kuiper Belt". The Astronomical Journal. ج. 139 ع. 6: 2700–2705. arXiv:0910.4784. Bibcode:2010AJ....139.2700B. DOI:10.1088/0004-6256/139/6/2700.
94. 1 2  J. Laskar (1994). "Large-scale chaos in the solar system". Astronomy and Astrophysics. ج. 287: L9–L12. Bibcode:1994A&A...287L...9L.
95. ↑  Gerald Jay Sussman؛ Jack Wisdom (1988). "Numerical evidence that the motion of Pluto is chaotic" (PDF). Science. ج. 241 ع. 4864: 433–437. Bibcode:1988Sci...241..433S. DOI:10.1126/science.241.4864.433. PMID:17792606. مؤرشف من الأصل (PDF) في 2020-08-24.
96. ↑  O. Neron de Surgy؛ J. Laskar (فبراير 1997). "On the long term evolution of the spin of the Earth". Astronomy and Astrophysics. ج. 318: 975–989. Bibcode:1997A&A...318..975N.
97. 1 2  Wayne B. Hayes (2007). "Is the outer Solar System chaotic?". Nature Physics. ج. 3 ع. 10: 689–691. arXiv:astro-ph/0702179. Bibcode:2007NatPh...3..689H. DOI:10.1038/nphys728.
98. ↑  Stewart، Ian (1997). Does God Play Dice? (ط. 2nd). Penguin Books. ص. 246–249. ISBN:0-14-025602-4.
99. ↑  David Shiga (23 أبريل 2008). "The solar system could go haywire before the sun dies". NewScientist.com News Service. مؤرشف من الأصل في 2020-03-12. اطلع عليه بتاريخ 2008-04-28.
100. ↑  Batygin، K.؛ Laughlin، G. (2008). "On the Dynamical Stability of the Solar System". The Astrophysical Journal. ج. 683 ع. 2: 1207–1216. arXiv:0804.1946. Bibcode:2008ApJ...683.1207B. DOI:10.1086/589232.
101. ↑  A. Gailitis (1980). "Tidal Heating of Io and orbital evolution of the Jovian satellites". Monthly Notices of the Royal Astronomical Society. ج. 201 ع. 2: 415–420. Bibcode:1982MNRAS.201..415G. DOI:10.1093/mnras/201.2.415.
102. ↑  R. Bevilacqua؛ O. Menchi؛ A. Milani؛ وآخرون (أبريل 1980). "Resonances and close approaches. I. The Titan-Hyperion case". Earth, Moon, and Planets. ج. 22 ع. 2: 141–152. Bibcode:1980M&P....22..141B. DOI:10.1007/BF00898423.
103. ↑  Bruce G. Bills؛ Gregory A. Neumann؛ David E. Smith؛ Maria T. Zuber (2006). "Improved estimate of tidal dissipation within Mars from MOLA observations of the shadow of Phobos" (PDF). Journal of Geophysical Research. ج. 110 ع. E7: E07004. Bibcode:2005JGRE..11007004B. DOI:10.1029/2004JE002376. مؤرشف من الأصل (PDF) في 2020-08-07.
104. ↑  C. F. Chyba؛ D. G. Jankowski؛ P. D. Nicholson (1989). "Tidal evolution in the Neptune-Triton system". Astronomy & Astrophysics. ج. 219 ع. 1–2: 23. Bibcode:1989A&A...219L..23C.
105. ↑  Duncan & Lissauer 1997.
106. ↑  Marc Buie؛ William Grundy؛ Eliot Young؛ Leslie Young؛ Alan Stern (2006). "Orbits and Photometry of Pluto's Satellites: Charon, S/2005 P1, and S/2005". The Astronomical Journal. ج. 132 ع. 1: 290–298. arXiv:astro-ph/0512491. Bibcode:2006AJ....132..290B. DOI:10.1086/504422. مؤرشف من الأصل في 2022-03-10.
107. ↑  Tiscareno، M. S. (4 يوليو 2012). "Planetary Rings". في Kalas، P.؛ French، L. (المحررون). Planets, Stars and Stellar Systems. شبغنكا. ص. 61–63. arXiv:1112.3305v2. DOI:10.1007/978-94-007-5606-9_7. ISBN:978-94-007-5605-2. مؤرشف من الأصل في 2020-08-06. اطلع عليه بتاريخ 2012-10-05.
108. ↑  Iess، L.؛ Militzer، B.؛ Kaspi، Y.؛ Nicholson، P.؛ Durante، D.؛ Racioppa، P.؛ Anabtawi، A.؛ Galanti، E.؛ Hubbard، W. (2019). "Measurement and implications of Saturn's gravity field and ring mass" (PDF). Science. ج. 364 ع. 6445: eaat2965. Bibcode:2019Sci...364.2965I. DOI:10.1126/science.aat2965. PMID:30655447. مؤرشف من الأصل (PDF) في 2020-04-12.
109. 1 2 3  Jeff Hecht (2 أبريل 1994). "Science: Fiery future for planet Earth". New Scientist. ع. 1919. ص. 14. مؤرشف من الأصل في 2020-08-16. اطلع عليه بتاريخ 2007-10-29.
110. 1 2 3 4 5 6  K. P. Schroder؛ Robert Connon Smith (2008). "Distant future of the Sun and Earth revisited". Monthly Notices of the Royal Astronomical Society. ج. 386 ع. 1: 155–163. arXiv:0801.4031. Bibcode:2008MNRAS.386..155S. DOI:10.1111/j.1365-2966.2008.13022.x.
111. ↑  Zeilik & Gregory 1998، صفحة 320–321.
112. ↑  "Introduction to Cataclysmic Variables (CVs)". NASA Goddard Space Center. 2006. مؤرشف من الأصل في 2021-07-15. اطلع عليه بتاريخ 2006-12-29.
113. ↑  K. P. Schroder؛ Robert Connon Smith (2008). "Distant future of the Sun and Earth revisited". Monthly Notices of the Royal Astronomical Society. ج. 386 ع. 1: 155–163. arXiv:0801.4031. Bibcode:2008MNRAS.386..155S. DOI:10.1111/j.1365-2966.2008.13022.x. S2CID:10073988.
114. 1 2 3 4  I. J. Sackmann؛ A. I. Boothroyd؛ K. E. Kraemer (1993). "Our Sun. III. Present and Future". Astrophysical Journal. ج. 418: 457. Bibcode:1993ApJ...418..457S. DOI:10.1086/173407.
115. ↑  Zeilik & Gregory 1998، صفحة 322.
116. 1 2  Ralph D. Lorenz؛ Jonathan I. Lunine؛ Christopher P. McKay (1997). "Titan under a red giant sun: A new kind of "habitable" moon" (PDF). Geophysical Research Letters. ج. 24 ع. 22: 2905–8. Bibcode:1997GeoRL..24.2905L. DOI:10.1029/97GL52843. PMID:11542268. مؤرشف من الأصل (PDF) في 2020-08-19. اطلع عليه بتاريخ 2008-03-21.
117. ↑  K. R. Rybicki؛ C. Denis (2001). "On the Final Destiny of the Earth and the Solar System". Icarus. ج. 151 ع. 1: 130–137. Bibcode:2001Icar..151..130R. DOI:10.1006/icar.2001.6591.
118. ↑  Bruce Balick. "Planetary nebulae and the future of the Solar System". Personal web site. مؤرشف من الأصل في 2008-12-19. اطلع عليه بتاريخ 2006-06-23.
119. ↑  B. T. Gänsicke؛ T. R. Marsh؛ J. Southworth؛ A. Rebassa-Mansergas (2006). "A Gaseous Metal Disk Around a White Dwarf". Science. ج. 314 ع. 5807: 1908–1910. arXiv:astro-ph/0612697. Bibcode:2006Sci...314.1908G. DOI:10.1126/science.1135033. PMID:17185598.
120. ↑  Richard W. Pogge (1997). "The Once & Future Sun". New Vistas in Astronomy. مؤرشف من الأصل (lecture notes) في 2005-05-27. اطلع عليه بتاريخ 2005-12-07.
121. ↑  T. S. Metcalfe؛ M. H. Montgomery؛ A. Kanaan (2004). "Testing White Dwarf Crystallization Theory with Asteroseismology of the Massive Pulsating DA Star BPM 37093". Astrophysical Journal. ج. 605 ع. 2: L133. arXiv:astro-ph/0402046. Bibcode:2004ApJ...605L.133M. DOI:10.1086/420884.
122. ↑  G. Fontaine؛ P. Brassard؛ P. Bergeron (2001). "The Potential of White Dwarf Cosmochronology". Publications of the Astronomical Society of the Pacific. ج. 113 ع. 782: 409–435. Bibcode:2001PASP..113..409F. DOI:10.1086/319535.
123. ↑  Stacy Leong (2002). Glenn Elert (المحرر). "Period of the Sun's Orbit around the Galaxy (Cosmic Year)". The Physics Factbook (self-published). مؤرشف من الأصل في 2021-07-30. اطلع عليه بتاريخ 2008-06-26.
124. ↑  Szpir، Michael. "Perturbing the Oort Cloud". American Scientist. The Scientific Research Society. مؤرشف من الأصل في 2017-02-21. اطلع عليه بتاريخ 2008-03-25.
125. ↑  Erik M. Leitch؛ Gautam Vasisht (1998). "Mass Extinctions and The Sun's Encounters with Spiral Arms". New Astronomy. ج. 3 ع. 1: 51–56. arXiv:astro-ph/9802174. Bibcode:1998NewA....3...51L. DOI:10.1016/S1384-1076(97)00044-4.
126. ↑  J. T. Cox؛ Abraham Loeb (2007). "The Collision Between The Milky Way And Andromeda". Monthly Notices of the Royal Astronomical Society. ج. 386 ع. 1: 461–474. arXiv:0705.1170. Bibcode:2008MNRAS.386..461C. DOI:10.1111/j.1365-2966.2008.13048.x.
127. ↑  NASA (31 مايو 2012). "NASA's Hubble Shows Milky Way is Destined for Head-On Collision". NASA. مؤرشف من الأصل في 2021-07-17. اطلع عليه بتاريخ 2012-10-13.
128. 1 2  Freeman Dyson (يوليو 1979). "Time Without End: Physics and Biology in an open universe". Reviews of Modern Physics. Institute for Advanced Study, Princeton New Jersey. ج. 51 ع. 3: 447–460. Bibcode:1979RvMP...51..447D. DOI:10.1103/RevModPhys.51.447.
129. 1 2  Simon A. Wilde؛ John W. Valley؛ William H. Peck؛ Colin M. Graham (2001). "Evidence from detrital zircons for the existence of continental crust and oceans on the Earth 4.4 Gyr ago" (PDF). Nature. ج. 409 ع. 6817: 175–8. Bibcode:2001Natur.409..175W. DOI:10.1038/35051550. PMID:11196637. مؤرشف من الأصل (PDF) في 2020-09-02.
130. ↑  Gary Ernst Wallace (2000). "Earth's Place in the Solar System". Earth Systems: Processes and Issues. Cambridge University Press. ص. 45–58. ISBN:0-521-47895-2.
131. 1 2  Courtland، Rachel (2 يوليو 2008). "Did newborn Earth harbour life?". نيو ساينتست. مؤرشف من الأصل في 2021-06-28. اطلع عليه بتاريخ 2014-04-13.

### معلومات المصادر الكاملة
- Duncan، Martin J.؛ Lissauer، Jack J. (1997). "Orbital Stability of the Uranian Satellite System". Icarus. ج. 125 ع. 1: 1–12. Bibcode:1997Icar..125....1D. DOI:10.1006/icar.1996.5568.
- Zeilik، Michael A.؛ Gregory، Stephen A. (1998). Introductory Astronomy & Astrophysics (ط. 4th). Saunders College Publishing. ISBN:0-03-006228-4.

## روابط خارجية
- 7M رسوم متحركة من موقع skyandtelescope.com تُظهر التطور المبكر للنظام الشمسي الخارجي.
- الرسوم المتحركة QuickTime للتصادم المستقبلي بين مجرة درب التبانة وأندروميدا
- كيف تموت الشمس: وماذا يحدث للأرض (فيديو على موقع Space.com)